# Депутати ВР УРСР 9-го скликання
15 червня 1975 року обрано 570 депутатів, 6 депутатів дообрано за період 1976—1977 років.
| Прізвище, ім'я, по-батькові             | Де обрано                 | Виборчий округ                  | Номер округу | Посада на час обрання | Примітки                                                                              |
| --------------------------------------- | ------------------------- | ------------------------------- | ------------ | --- | ------------------------------------------------------------------------------------- |
| Абрамчук Ганна Іванівна                 | Хмельницька область       | Деражнянський                   | 513          | Голова колгоспу імені Шевченка (Деражнянського району)                                                                               |                                                                                       |
| Авілов Олег Володимирович               | Вінницька область         | Шаргородський                   | 45           | Завідувач відділу хімічної промисловості ЦК КПУ                                                                                      |                                                                                       |
| Агеєва Валентина Костянтинівна          | Дніпропетровська область  | Павлоградський                  | 126          | Головний зоотехнік колгоспу «Україна» (Павлоградського району)                                                                       |                                                                                       |
| Алєйнов Леонід Андрійович               | Дніпропетровська область  | Павлоградський міський          | 119          | Робітник очисного вибою шахти «Першотравнева» об'єднання «Павлоградвугілля»                                                          |                                                                                       |
| Андреєв Олександр Петрович              | Полтавська область        | Зіньківський                    | 403          | Командуючий 17-ю повітряною армією Київського військового округу, генерал-лейтенант                                                  |                                                                                       |
| Андріяш Ганна Іванівна                  | Хмельницька область       | Старокостянтинівський           | 522          | Доярка колгоспу імені Щорса (Старокостянтинівського району)                                                                          |                                                                                       |
| Анципович Клавдія Сазонтівна            | Сумська область           | Шосткинський                    | 433          | Бригадир лабораторії звукотехнічних плівок Шосткинського хімічного комбінату імені 50-річчя СРСР                                     |                                                                                       |
| Арешкович Василь Данилович              | Одеська область           | Ширяївський                     | 394          | Міністр промислового будівництва УРСР                                                                                                |                                                                                       |
| Артамонов Володимир Олександрович       | Одеська область           | Центральний                     | 376          | 2-й секретар Одеського обласного комітету КПУ                                                                                        |                                                                                       |
| Бабич Юрій Петрович                     | Дніпропетровська область  | Інгулецький                     | 110          | Голова виконкому Криворізької міської ради                                                                                           |                                                                                       |
| Багратуні Георгій Рубенович             | Дніпропетровська область  | Барикадний                      | 94           | Міністр монтажних і спеціальних будівельних робіт УРСР                                                                               |                                                                                       |
| Бажан Микола Платонович                 | Ворошиловградська область | Станично-Луганський             | 89           | Поет, головний редактор Української радянської енциклопедії                                                                          |                                                                                       |
| Байдала Ніна Іванівна                   | Чернігівська область      | Деснянський                     | 553          | Бункеровщиця Чернігівського комбінату будівельних матеріалів                                                                         |                                                                                       |
| Баклан Дмитро Лукич                     | Волинська область         | Нововолинський                  | 50           | Робітник очисного вибою шахти № 4 «Нововолинська» комбінату «Укрзахідвугілля» (м. Нововолинськ)                                      |                                                                                       |
| Бакланов Григорій Митрофанович          | Донецька область          | Красноармійський                | 166          | Міністр промисловості будівельних матеріалів УРСР                                                                                    | 20 жовтня 1979 помер                                                                  |
| Бандровський Генріх Йосипович           | Львівська область         | Львівський-Червоноармійський    | 328          | 1-й секретар Львівського міського комітету КПУ                                                                                       |                                                                                       |
| Барановський Анатолій Андрійович        | Одеська область           | Овідіопольський                 | 388          | Бригадир комплексної бригади портових робітників Іллічівського морського торгового порту                                             |                                                                                       |
| Барановський Анатолій Максимович        | Полтавська область        | Полтавський-Ленінський          | 395          | Міністр фінансів УРСР |                                                                                       |
| Барановський Василь Володимирович       | Вінницька область         | Могилів-Подільський             | 27           | Токар Могилів-Подільського машинобудівного заводу імені Кірова                                                                       |                                                                                       |
| Баришнюк Марія Данилівна                | Ровенська область         | Острозький                      | 425          | Доярка колгоспу імені Кірова (Острозького району)                                                                                    |                                                                                       |
| Барчук Павло Тимофійович                | Івано-Франківська область | Рогатинський                    | 258          | 2-й секретар Івано-Франківського обласного комітету КПУ                                                                              |                                                                                       |
| Бахтін Юрій Георгійович                 | Кримська область          | Алуштинський                    | 305          | 1-й секретар Сімферопольського районного комітету КПУ                                                                                |                                                                                       |
| Безсмертна Ганна Іванівна               | Дніпропетровська область  | Індустріальний                  | 97           | Головний інженер Дніпропетровської швейної фабрики № 1                                                                               |                                                                                       |
| Біба Марія Дмитрівна                    | Донецька область          | Горлівський-Калінінський        | 148          | Старший апаратник Горлівського хімічного комбінату імені Серго Орджонікідзе                                                          |                                                                                       |
| Білий Михайло Улянович                  | Київ                      | Ленінський                      | 1            | Ректор Київського державного університету імені Т.Шевченка                                                                           |                                                                                       |
| Біров Антонін Олександрович             | Закарпатська область      | Виноградівський                 | 215          | Голова колгоспу «Прикордонник» (Виноградівського району)                                                                             |                                                                                       |
| Божумінська Степанія Миколаївна         | Івано-Франківська область | Тлумацький                      | 261          | Ланкова колгоспу імені Ілліча (Тлумацького району)                                                                                   |                                                                                       |
| Бойко Віктор Григорович                 | Дніпропетровська область  | Придніпровський                 | 103          | 1-й секретар Дніпропетровського міського комітету КПУ                                                                                |                                                                                       |
| Бойко Костянтин Петрович                | Чернігівська область      | Щорський                        | 570          | Керуючий справами Ради Міністрів УРСР                                                                                                |                                                                                       |
| Болошкевич Катерина Іванівна            | Житомирська область       | Житомирський-Корольовський      | 195          | Ткаля Житомирського льонокомбінату                                                                                                   |                                                                                       |
| Большак Василь Григорович               | Одеська область           | Таїровський                     | 374          | Голова Державного комітету Ради Міністрів УРСР по кінематографії                                                                     |                                                                                       |
| Бондар Юрій Олександрович               | Хмельницька область       | Ізяславський                    | 515          | 2-й секретар Хмельницького обласного комітету КПУ                                                                                    |                                                                                       |
| Бондаренко Євген Валентинович           | Донецька область          | Селидівський                    | 174          | Начальник комбінату «Донецькжитлобуд»                                                                                                |                                                                                       |
| Бондаренко Євген Павлович               | Харківська область        | Харківський                     | 490          | 1-й секретар Харківського районного комітету КПУ                                                                                     |                                                                                       |
| Борисенко Микола Михайлович             | Сумська область           | Роменський                      | 441          | Секретар ЦК КПУ |                                                                                       |
| Бориско Василь Никифорович              | Кіровоградська область    | Маловисківський                 | 295          | Голова колгоспу імені Чкалова (Новомиргородського району)                                                                            |                                                                                       |
| Борисюк Марія Наумівна                  | Ровенська область         | Дубровицький                    | 421          | Ланкова колгоспу «Світанок» (Дубровицького району)                                                                                   |                                                                                       |
| Боркуш Євгенія Петрівна                 | Львівська область         | Перемишлянський                 | 344          | Телятниця колгоспу «Нове життя» (Перемишлянського району)                                                                            |                                                                                       |
| Боровик Катерина Іванівна               | Чернігівська область      | Коропський                      | 563          | Ланкова-льонарка колгоспу «Авангард» (Коропського району)                                                                            |                                                                                       |
| Бублик Ніна Федорівна                   | Дніпропетровська область  | Красногвардійський              | 100          | Токар-револьверник Дніпропетровського машинобудівного заводу                                                                         |                                                                                       |
| Будовський Володимир Володимирович      | Донецька область          | Макіївський-Войковський         | 169          | Бригадир робітників очисного вибою шахти № 3–10 шахтоуправління «Холодна Балка» комбінату «Макіїввугілля»                            |                                                                                       |
| Бурбела Ганна Яківна                    | Львівська область         | Жидачівський                    | 338          | Завідувачка тваринницької ферми радгоспу «Грусятицький» (Жидачівського району)                                                       |                                                                                       |
| Бурмистров Олександр Олександрович      | Донецька область          | Дзержинський                    | 152          | Заступник Голови Ради Міністрів УРСР                                                                                                 |                                                                                       |
| Буровков Петро Васильович               | Донецька область          | Великоновосілківський           | 184          | 1-й секретар Великоновосілківського районного комітету КПУ                                                                           |                                                                                       |
| Буряк Ганна Панасівна                   | Кіровоградська область    | Світловодський                  | 288          | Машиніст мостового крану виробничого об'єднання «Дніпроенергобудіндустрія» (м. Світловодськ)                                         |                                                                                       |
| Бутенко Леонід Якович                   | Одеська область           | Київський                       | 371          | 1-й секретар Одеського міського комітету КПУ                                                                                         |                                                                                       |
| Б'якова Людмила Андріївна               | Кримська область          | Київський                       | 303          | Швачка Сімферопольської швейно-галантерейної фабрики                                                                                 |                                                                                       |
| Василевська Валентина Іванівна          | Донецька область          | Ждановський-Центральний         | 162          | Кетельниця Ждановської панчішної фабрики                                                                                             |                                                                                       |
| Василенко Іван Андрійович               | Дніпропетровська область  | Ленінський                      | 92           | Сталевар Дніпропетровського заводу металургійного устаткування                                                                       |                                                                                       |
| Василенко Тетяна Марківна               | Ворошиловградська область | Новопсковський                  | 85           | Доярка колгоспу імені Шевченка (Новопсковського району)                                                                              |                                                                                       |
| Васильчишин Едуард Миколайович          | Запорізька область        | Запорізький-Заводський          | 229          | Сталевар Запорізького заводу «Дніпроспецсталь»                                                                                       |                                                                                       |
| Ватченко Олексій Федосійович            | Дніпропетровська область  | Орджонікідзевський              | 121          | 1-й секретар Дніпропетровського обласного комітету КПУ                                                                               |                                                                                       |
| Ващенко Григорій Іванович               | Харківська область        | Червонозаводський               | 473          | 1-й заступник Голови Ради Міністрів УРСР                                                                                             |                                                                                       |
| Вдовцов Михайло Кирилович               | Вінницька область         | Ямпільський                     | 46           | Ланковий колгоспу «Передовик» (Ямпільського району)                                                                                  |                                                                                       |
| Вегерчук Євген Антонович                | Донецька область          | Краматорський                   | 164          | Голова виконкому Красноторської селищної Ради Краматорської міськради                                                                |                                                                                       |
| Ведута Павло Пилипович                  | Одеська область           | Березівський                    | 382          | Голова колгоспу імені ХХІІ з'їзду КПРС (Березівського району)                                                                        |                                                                                       |
| Вербицька Софія Степанівна              | Київ                      | Гагарінський                    | 4            | Секретар парткому Київського комбінату хімічного волокна імені 50-річчя Великої Жовтневої соціалістичної революції                   |                                                                                       |
| Вертіков Дмитро Андрійович              | Ворошиловградська область | Рубіжанський                    | 76           | Начальник Центрального статистичного управління при Раді Міністрів УРСР                                                              |                                                                                       |
| Вилегжаніна Жанна Глібівна              | Запорізька область        | Запорізький-Орджонікідзевський  | 230          | Бригадир штампувальників Запорізького заводу вимірювальних приладів                                                                  |                                                                                       |
| Вівтоненко Юлія Валентинівна            | Вінницька область         | Ленінський                      | 23           | Старший продавець Вінницького універмагу самообслуговування                                                                          |                                                                                       |
| Вільник Марія Миколаївна                | Херсонська область        | Новотроїцький                   | 503          | Трактористка радгоспу «Шлях до комунізму» (Каланчацького району)                                                                     |                                                                                       |
| Винокурова Антоніна Іванівна            | Сумська область           | Путивльський                    | 440          | Головний зоотехнік колгоспу імені Ілліча (Путивльського району)                                                                      |                                                                                       |
| Войтова Докія Андріївна                 | Хмельницька область       | Чемеровецький                   | 523          | Агроном колгоспу імені Леніна (Чемеровецького району)                                                                                |                                                                                       |
| Волга Петро Андрійович                  | Житомирська область       | Радомишльський                  | 210          | Ланковий механізованої ланки колгоспу імені Калініна (Радомишльського району)                                                        |                                                                                       |
| Воліков Василь Гаврилович               | Донецька область          | Краснолиманський                | 188          | Машиніст електровоза локомотивного депо Красний Лиман імені 50-річчя Радянської України Донецької залізниці                          |                                                                                       |
| Волощук Михайло Юрійович                | Закарпатська область      | Тячівський                      | 222          | Голова виконкому Закарпатської обласної ради                                                                                         |                                                                                       |
| Ворона Любов Кирилівна                  | Дніпропетровська область  | Самарський                      | 129          | Голова колгоспу «Гігант» (Магдалинівського району)                                                                                   |                                                                                       |
| Воронов Володимир Іванович              | Миколаївська область      | Новобузький                     | 362          | Командуючий авіацією Чорноморського флоту, генерал-лейтенант                                                                         |                                                                                       |
| Врублевський Віталій Костянтинович      | Черкаська область         | Христинівський                  | 540          | Помічник 1-го секретаря ЦК КПУ |                                                                                       |
| В'юницький Петро Якович                 | Чернігівська область      | Срібнянський                    | 568          | Голова колгоспу імені Калініна (Варвинського району)                                                                                 |                                                                                       |
| В'ялова Людмила Іванівна                | Кримська область          | Ленінський                      | 318          | Бригадир свиноферми радгоспу «Семисотка» (Ленінського району)                                                                        |                                                                                       |
| Габчак Любов Ільківна                   | Львівська область         | Дрогобицький                    | 337          | Ланкова колгоспу імені Шевченка (Дрогобицького району)                                                                               |                                                                                       |
| Гаврилова Тетяна Андріївна              | Черкаська область         | Тальнівський                    | 538          | Голова колгоспу «Здобуток Жовтня» (Тальнівського району)                                                                             |                                                                                       |
| Гавриш Іван Степанович                  | Івано-Франківська область | Косівський                      | 256          | Різьбяр Косівського виробничого художнього об'єднання «Гуцульщина»                                                                   |                                                                                       |
| Гаєвський Юрій Федорович                | Одеська область           | Болградський                    | 384          | Міністр місцевої промисловості УРСР                                                                                                  |                                                                                       |
| Гайовий Володимир Максимович            | Київ                      | Мінський                        | 12           | 2-й секретар Київського міського комітету КПУ                                                                                        |                                                                                       |
| Галкін Володимир Васильович             | Ворошиловградська область | Сєверодонецький                 | 78           | Апаратник Сєверодонецького хімічного комбінату                                                                                       |                                                                                       |
| Галян Валентина Василівна               | Кримська область          | Роздольненський                 | 320          | Ланкова колгоспу «Советская Родина» (Роздольненського району)                                                                        |                                                                                       |
| Ганнусенко Іван Маркович                | Донецька область          | Харцизький                      | 179          | Начальник управління — начальник внутрішніх військ МВС СРСР по Українській РСР і Молдавській РСР, генерал-лейтенант                  |                                                                                       |
| Гарбуз Анатолій Якович                  | Донецька область          | Петровський                     | 143          | Робітник очисного вибою шахтоуправління «Петровське» комбінату «Донецьквугілля»                                                      |                                                                                       |
| Гаркуша Микола Андрійович               | Херсонська область        | Цюрупинський                    | 505          | Міністр меліорації і водного господарства УРСР                                                                                       |                                                                                       |
| Герасимчук Василь Макарович             | Волинська область         | Володимир-Волинський            | 48           | Голова колгоспу «Комсомолець» (Володимир-Волинського району)                                                                         |                                                                                       |
| Гергелюк Домна Калениківна              | Ровенська область         | Ровенський-Ленінський           | 415          | Прядильниця Ровенського льонокомбінату                                                                                               |                                                                                       |
| Гиндич Трохим Олександрович             | Черкаська область         | Маньківський                    | 537          | Голова колгоспу імені В. С. Близнюка (Маньківського району)                                                                          |                                                                                       |
| Гіренко Андрій Миколайович              | Херсонська область        | Дніпровський                    | 493          | 2-й секретар Херсонського обласного комітету КПУ                                                                                     |                                                                                       |
| Глух Федір Кирилович                    | Донецька область          | Шахтарський                     | 192          | Прокурор УРСР |                                                                                       |
| Гмиря Надія Андріївна                   | Донецька область          | Ждановський-Приморський         | 161          | Сітков'язальниця Ждановської сітков'язальної фабрики                                                                                 |                                                                                       |
| Голобородько Ілля Іванович              | Херсонська область        | Білозерський                    | 499          | Керуючий справами ЦК КПУ |                                                                                       |
| Головко Микола Андрійович               | Запорізька область        | Запорізький-Шевченківський      | 233          | Бригадир слюсарів Запорізького механічного заводу                                                                                    |                                                                                       |
| Головченко Іван Харитонович             | Ворошиловградська область | Кіровський                      | 67           | Міністр внутрішніх справ УРСР |                                                                                       |
| Головченко Федір Петрович               | Миколаївська область      | Братський                       | 360          | Міністр автомобільного транспорту УРСР                                                                                               |                                                                                       |
| Гонта Любов Олександрівна               | Черкаська область         | Смілянський                     | 528          | Електроізолювальниця Смілянського електромеханічного ремонтного заводу                                                               |                                                                                       |
| Гонтар Костянтин Олександрович          | Одеська область           | Жовтневий                       | 367          | Боцман теплоходу «Капітан Кадецький» Чорноморського морського пароплавства                                                           |                                                                                       |
| Горбач Михайло Іванович                 | Чернігівська область      | Прилуцький                      | 557          | Комбайнер колгоспу імені «Правди» (Прилуцького району)                                                                               |                                                                                       |
| Горбенко Катерина Анатоліївна           | Черкаська область         | Звенигородський                 | 533          | Оператор Ватутінського м'ясокомбінату (Звенигородського району)                                                                      |                                                                                       |
| Гордієнко Олексій Федорович             | Дніпропетровська область  | Дніпровський                    | 105          | 1-й секретар Дніпродзержинського міського комітету КПУ                                                                               |                                                                                       |
| Горєлов Сергій Дмитрович                | Івано-Франківська область | Рожнятівський                   | 259          | Командуючий 14-ю повітряною армією Прикарпатського військового округу, генерал-полковник авіації                                     |                                                                                       |
| Горідько Микола Антонович               | Черкаська область         | Городищенський                  | 530          | Ланковий колгоспу імені Симиренка (Городищенського району)                                                                           |                                                                                       |
| Горішний Василь Михайлович              | Тернопільська область     | Тернопільський міський          | 445          | Слюсар Тернопільського комбайнового заводу                                                                                           |                                                                                       |
| Городецький Георгій Дмитрович           | Чернігівська область      | Носівський                      | 566          | 1-й заступник командуючого військами Київського військового округу, генерал-лейтенант                                                |                                                                                       |
| Горяшко Олексій Маркіянович             | Донецька область          | Куйбишевський                   | 142          | Начальник Українського управління цивільної авіації                                                                                  |                                                                                       |
| Грабарчук Володимир Миколайович         | Житомирська область       | Олевський                       | 208          | Водій Олевського автопідприємства 05039                                                                                              |                                                                                       |
| Грачин (Петраш) Терезія Йосипівна       | Закарпатська область      | Берегівський                    | 214          | Ланкова Саду дружби імені В. І. Леніна Закарпатської державної сільськогосподарської дослідної станції                               |                                                                                       |
| Гриценко Галина Миколаївна              | Донецька область          | Костянтинівський міський        | 163          | Шліфувальниця скловиробів Костянтинівського заводу «Автоскло»                                                                        |                                                                                       |
| Грінцов Іван Григорович                 | Сумська область           | Глухівський                     | 435          | 1-й секретар Сумського обласного комітету КПУ                                                                                        |                                                                                       |
| Грінченко Галина Феодосіївна            | Житомирська область       | Попільнянський                  | 209          | Вчителька Попільнянської середньої школи                                                                                             |                                                                                       |
| Грунянський Іван Іванович               | Закарпатська область      | Рахівський                      | 220          | Міністр лісової і деревообробної промисловості УРСР                                                                                  |                                                                                       |
| Грушецький Іван Самійлович              | Вінницька область         | Літинський                      | 36           | Голова Президії Верховної Ради УРСР                                                                                                  |                                                                                       |
| Гуріна Варвара Тихонівна                | Ворошиловградська область | Краснодонський                  | 69           | Бригадир малярів Краснодонського шахтобудівного управління № 4                                                                       |                                                                                       |
| Гурко Володимир Антонович               | Житомирська область       | Житомирський-Богунський         | 194          | Токар Житомирського заводу «Електровимірювач» імені 50-річчя СРСР                                                                    |                                                                                       |
| Гуровий Юрій Андрійович                 | Харківська область        | Салтівський                     | 469          | Голова виконкому Харківської міської ради                                                                                            |                                                                                       |
| Гурський Віктор В'ячеславович           | Херсонська область        | Комсомольський                  | 494          | Бригадир столярів Херсонського суднобудівного заводу                                                                                 |                                                                                       |
| Гусєв Володимир Олексійович             | Київ                      | Дніпровський                    | 6            | Голова виконкому Київської міської ради                                                                                              |                                                                                       |
| Даниленко Іван Якович                   | Одеська область           | Білгород-Дністровський          | 378          | Бригадир тракторної бригади колгоспу «Знамя Ленина» (Білгород-Дністровського району)                                                 |                                                                                       |
| Данилюк Олексій Мусійович               | Ровенська область         | Гощанський                      | 419          | Бригадир тракторної бригади колгоспу імені Жданова (Гощанського району)                                                              |                                                                                       |
| Дегтярьов Володимир Іванович            | Донецька область          | Ждановський-Іллічівський        | 159          | 1-й секретар Донецького обласного комітету КПУ                                                                                       |                                                                                       |
| Дегтярьов Іван Іванович                 | Ворошиловградська область | Свердловський                   | 77           | Бригадир прохідників шахти «Маяк» комбінату «Свердловантрацит»                                                                       |                                                                                       |
| Дементьєв Володимир Тимофійович         | Ворошиловградська область | Лутугинський                    | 83           | Член Військової ради — начальник Політуправління Київського військового округу, генерал-лейтенант                                    |                                                                                       |
| Демченко Анастасія Іванівна             | Полтавська область        | Пирятинський                    | 410          | Свинарка колгоспу «Авангард» (Пирятинського району)                                                                                  |                                                                                       |
| Дербунов Михайло Олександрович          | Харківська область        | Орджонікідзевський              | 468          | Директор Харківського 8-го державного підшипникового заводу                                                                          |                                                                                       |
| Дерябін Микола Якимович                 | Київська область          | Києво-Святошинський             | 274          | 1-й секретар Києво-Святошинського районного комітету КПУ                                                                             |                                                                                       |
| Десяк Ольга Федорівна                   | Вінницька область         | Крижопільський                  | 34           | Ланкова-кукурудзовод колгоспу «Україна» (Крижопільського району)                                                                     |                                                                                       |
| Диптан Ольга Климівна                   | Київська область          | Васильківський                  | 265          | Ланкова колгоспу імені Ілліча (Васильківського району)                                                                               |                                                                                       |
| Дмитренко Валентина Олексіївна          | Житомирська область       | Малинський                      | 206          | Різальниця бобін Малинської паперової фабрики                                                                                        |                                                                                       |
| Довгаль Володимир Микитович             | Дніпропетровська область  | Комінтернівський                | 111          | Бригадир бурильників Криворізької шахти «Центральна»                                                                                 |                                                                                       |
| Довженко Валентина Тимофіївна           | Одеська область           | Біляївський                     | 383          | Бригадир радгоспу «Батьківщина» (Біляївського району)                                                                                |                                                                                       |
| Долгополова Ніна Андріївна              | Ворошиловградська область | Молодогвардійський              | 84           | Бригадир радгоспу імені Пархоменка (Краснодонського району)                                                                          |                                                                                       |
| Долібець Марія Григорівна               | Житомирська область       | Дзержинський                    | 202          | Ланкова колгоспу «Україна» (Дзержинського району)                                                                                    |                                                                                       |
| Дончук Галина Олександрівна             | Одеська область           | Балтський                       | 381          | Доярка колгоспу імені Леніна (Балтського району)                                                                                     |                                                                                       |
| Доробало Валентина Романівна            | Вінницька область         | Тиврівський                     | 40           | Свердлувальниця Сутиського заводу «Автоелектроапаратура» (Тиврівського району)                                                       |                                                                                       |
| Дорошенко Олександр Матвійович          | Донецька область          | Кіровський                      | 141          | Бригадир комплексної бригади робітників очисного вибою шахти «Кіровська» комбінату «Донецьквугілля»                                  |                                                                                       |
| Дрижова Людмила Петрівна                | Харківська область        | Дзержинський                    | 462          | Лікар Харківської обласної клінічної лікарні                                                                                         |                                                                                       |
| Дупко Ельвіра Павлівна                  | Закарпатська область      | Свалявський                     | 221          | Полірувальниця меблів Свалявського лісокомбінату                                                                                     |                                                                                       |
| Ерфан Павло Петрович                    | Закарпатська область      | Хустський                       | 224          | Ланковий колгоспу імені Леніна (Хустського району)                                                                                   |                                                                                       |
| Євтушенко Світлана Сергіївна            | Чернігівська область      | Чернігівський                   | 569          | Голова виконкому Куликівської районної ради                                                                                          |                                                                                       |
| Євтушенко Юлія Василівна                | Кіровоградська область    | Кіровоградський-Кіровський      | 285          | Шліфувальниця Кіровоградського заводу тракторних гідроагрегатів                                                                      |                                                                                       |
| Євченко Раїса Прокопівна                | Харківська область        | Ізюмський                       | 475          | Фрезерувальниця Ізюмського оптико-механічного заводу                                                                                 |                                                                                       |
| Єгудін Ілля Абрамович                   | Кримська область          | Красногвардійський              | 316          | Голова колгоспу «Дружба народів» (Красногвардійського району)                                                                        |                                                                                       |
| Єльченко Юрій Никифорович               | Львівська область         | Пустомитівський                 | 345          | Завідувач відділу пропаганди і агітації ЦК КПУ                                                                                       |                                                                                       |
| Єршов Іван Дмитрович                    | Київська область          | Бориспільський                  | 263          | Начальник штабу — 1-й заступник командуючого Київського військового округу, генерал-лейтенант                                        |                                                                                       |
| Єрьоменко Анатолій Олександрович        | Ворошиловградська область | Ровеньківський                  | 75           | Бригадир робітників очисного вибою шахтоуправління імені Дзержинського комбінату «Донбасантрацит»                                    |                                                                                       |
| Єсипенко Павло Євменович                | Запорізька область        | Пологівський                    | 244          | Заступник Голови Ради Міністрів УРСР                                                                                                 |                                                                                       |
| Жарикова Валентина Євдокимівна          | Донецька область          | Дружківський                    | 154          | Токар Дружківського заводу газової апаратури                                                                                         |                                                                                       |
| Жарков Володимир Іванович               | Донецька область          | Ждановський-Жовтневий           | 157          | 1-й секретар Ждановського міського комітету КПУ                                                                                      |                                                                                       |
| Жуганова Галина Петрівна                | Миколаївська область      | Первомайський міський           | 358          | Токар Первомайського машинобудівного заводу імені 25 Жовтня                                                                          |                                                                                       |
| Жуков Май Харитонович                   | Донецька область          | Сніжнянський                    | 177          | Розмітчик Сніжнянського заводу хімічного машинобудування                                                                             |                                                                                       |
| Журбенко Валентина Павлівна             | Донецька область          | Артемівський міський            | 146          | Настильниця Артемівської швейної фабрики імені 8 Березня                                                                             |                                                                                       |
| Забєгайлов Юрій Петрович                | Вінницька область         | Гайсинський                     | 30           | Командуючий 43-ю Вінницькою Ракетною армією, генерал-лейтенант                                                                       |                                                                                       |
| Завадська Валентина Володимирівна       | Хмельницька область       | Полонський                      | 520          | Сортувальниця Понінківського картонно-паперового комбінату                                                                           |                                                                                       |
| Заворітня Лідія Андріївна               | Черкаська область         | Уманський                       | 539          | Лікар-терапевт Бабанської дільничої лікарні Уманського району                                                                        |                                                                                       |
| Загородній Василь Іванович              | Харківська область        | Шевченківський                  | 492          | Ректор Вищої партійної школи при ЦК КПУ                                                                                              |                                                                                       |
| Загороднюк Майя Олександрівна           | Київська область          | Ірпінський                      | 266          | Лікар Ірпінської центральної міської лікарні                                                                                         |                                                                                       |
| Загорулько Ілля Іванович                | Ровенська область         | Сарненський                     | 427          | 2-й секретар Ровенського обласного комітету КПУ                                                                                      |                                                                                       |
| Загребельний Павло Архипович            | Кіровоградська область    | Олександрійський                | 298          | Письменник, секретар правління Спілки письменників України                                                                           |                                                                                       |
| Зайковська Тетяна Олексіївна            | Волинська область         | Ківерцівський                   | 53           | Завідувачка дитячого відділення Ківерцівської районної лікарні                                                                       |                                                                                       |
| Зайцев Олексій Миколайович              | Ровенська область         | Ровенський-Жовтневий            | 416          | Командуючий 13-ю армією Прикарпатського військового округу, генерал-лейтенант                                                        |                                                                                       |
| Зайчук Володимир Гнатович               | Київська область          | Фастівський                     | 267          | Міністр юстиції УРСР |                                                                                       |
| Запорожець Іван Миколайович             | Чернігівська область      | Бобровицький                    | 559          | Ланковий механізованої ланки колгоспу «Серп і Молот» (Бобровицького району)                                                          |                                                                                       |
| Захарченко Олексій Гаврилович           | Миколаївська область      | Баштанський                     | 359          | 1-й секретар Баштанського районного комітету КПУ                                                                                     |                                                                                       |
| Збанацький Григорій Оліферович          | Київ                      | Московський                     | 13           | Секретар правління Спілки письменників України, 1-й секретар правління Київської письменницької організації                          |                                                                                       |
| Земляний Микола Петрович                | Миколаївська область      | Доманівський                    | 361          | 2-й секретар Миколаївського обласного комітету КПУ                                                                                   |                                                                                       |
| Зінов'єва Клавдія Іванівна              | Ворошиловградська область | Червонопартизанський            | 91           | Майстер машинного доїння Свердловської птахофабрики (Свердловського району)                                                          |                                                                                       |
| Злобін Валерій Пилипович                | Київ                      | Чубарівський                    | 20           | Генеральний директор виробничого об‘єднання «Київтрактородеталь»                                                                     |                                                                                       |
| Злобін Геннадій Карпович                | Харківська область        | Комінтернівський                | 466          | Голова Державного комітету Ради Міністрів УРСР у справах будівництва                                                                 |                                                                                       |
| Зоненко Андрій Тимофійович              | Кримська область          | Алупкинський                    | 312          | Редактор газети «Правда Украины» |                                                                                       |
| Зяблов Володимир Григорович             | Донецька область          | Докучаєвський                   | 186          | Машиніст екскаватора Докучаєвського флюсо-доломітного заводу                                                                         |                                                                                       |
| Іванов Володимир Іванович               | Житомирська область       | Володарсько-Волинський          | 201          | Командуючий 8-ю танковою армією Прикарпатського військового округу, генерал-лейтенант танкових військ                                |                                                                                       |
| Іванова Яніна Григорівна                | Вінницька область         | Козятинський                    | 33           | Бригадир молочно-товарної ферми радгоспу Юзефо-Миколаївського цукрокомбінату (Козятинського району)                                  |                                                                                       |
| Іващенко Василь Григорович              | Одеська область           | Кілійський                      | 386          | Ланковий радгоспу «Трудовий» (Кілійського району)                                                                                    |                                                                                       |
| Ілляш Іван Микитович                    | Тернопільська область     | Зборівський                     | 452          | Голова виконкому Тернопільської обласної ради                                                                                        |                                                                                       |
| Ільків Степанія Омелянівна              | Івано-Франківська область | Галицький                       | 252          | Бригадир колгоспу «Ленінським шляхом» (Галицького району)                                                                            |                                                                                       |
| Ільчук Марія Броніславівна              | Хмельницька область       | Центральний                     | 507          | Заточувальниця Хмельницького заводу тракторних агрегатів                                                                             |                                                                                       |
| Іщенко Микола Григорович                | Волинська область         | Горохівський                    | 51           | Завідувач відділу культури ЦК КПУ |                                                                                       |
| Іщенко Федір Калістратович              | Черкаська область         | Чигиринський                    | 541          | Член Військової ради — начальник Політуправління Південної групи військ, генерал-лейтенант                                           |                                                                                       |
| Іщук Григорій Федорович                 | Вінницька область         | Іллінецький                     | 31           | Комбайнер колгоспу «Хвиля революції» (Іллінецького району)                                                                           |                                                                                       |
| Кайкан Петро Федорович                  | Івано-Франківська область | Снятинський                     | 260          | Голова виконкому Івано-Франківської обласної ради                                                                                    |                                                                                       |
| Калашник Іван Петрович                  | Сумська область           | Тростянецький                   | 444          | Машиніст тепловоза локомотивного депо Смородине Південної залізниці                                                                  |                                                                                       |
| Кальницький Іван Сергійович             | Вінницька область         | Тульчинський                    | 43           | Голова колгоспу імені ХХІІ з'їзду КПРС (Тульчинського району)                                                                        |                                                                                       |
| Кальченко Никифор Тимофійович           | Тернопільська область     | Гусятинський                    | 449          | 1-й заступник Голови Ради Міністрів УРСР                                                                                             |                                                                                       |
| Каменєва Майя Михайлівна                | Кіровоградська область    | Новоукраїнський                 | 296          | Ланкова колгоспу «Победа» (Маловисківського району)                                                                                  |                                                                                       |
| Канівець Михайло Якович                 | Івано-Франківська область | Верховинський                   | 251          | Завідувач відділу легкої і харчової промисловості ЦК КПУ                                                                             |                                                                                       |
| Карпенко Микола Петрович                | Київ                      | Печерський                      | 15           | Машиніст екскаватора будівельно-монтажного управління тресту «Будмеханізація» Головкиївміськбуду                                     |                                                                                       |
| Карпов Володимир Федорович              | Донецька область          | Ждановський-Заводський          | 158          | Директор Ждановського заводу важкого машинобудування імені 50-річчя Великої Жовтневої соціалістичної революції                       |                                                                                       |
| Карпова Людмила Семенівна               | Ровенська область         | Дубнівський                     | 420          | Вчителька Дубнівської середньої школи № 1                                                                                            |                                                                                       |
| Касіян Василь Ілліч                     | Івано-Франківська область | Надвірнянський                  | 257          | Художник, завідувач кафедри Київського державного художнього інституту                                                               | 26 червня 1976 помер                                                                  |
| Касьяненко Олег Якович                  | Чернівецька область       | Чернівецький-Ленінський         | 543          | Міністр легкої промисловості УРСР |                                                                                       |
| Качаловський Євген Вікторович           | Дніпропетровська область  | Кіровський                      | 99           | 2-й секретар Дніпропетровського обласного комітету КПУ                                                                               |                                                                                       |
| Качановська Валентина Миколаївна        | Хмельницька область       | Славутський                     | 521          | Швачка Славутської швейної фабрики                                                                                                   |                                                                                       |
| Качура Борис Васильович                 | Донецька область          | Макіївський                     | 168          | 2-й секретар Донецького обласного комітету КПУ                                                                                       |                                                                                       |
| Квач Ганна Пилипівна                    | Ворошиловградська область | Біловодський                    | 80           | Завідувачка молочно-товарної ферми колгоспу «Україна» (Біловодського району)                                                         |                                                                                       |
| Квітко Валентина Олександрівна          | Ворошиловградська область | Старобільський                  | 90           | Трактористка колгоспу імені Фрунзе (Старобільського району)                                                                          |                                                                                       |
| Кизима Василь Трохимович                | Київська область          | Чорнобильський                  | 282          | Начальник управління будівництва Чорнобильської атомної станції                                                                      |                                                                                       |
| Кириленко Іван Іванович                 | Кримська область          | Балаклавський                   | 299          | Голова виконкому Севастопольської міської ради                                                                                       |                                                                                       |
| Кирпиченко Ольга Петрівна               | Кримська область          | Нижньогірський                  | 319          | Бригадир садівничої бригади радгоспу «Весна» (Нижньогірського району)                                                                |                                                                                       |
| Кібець Леонід Федорович                 | Кіровоградська область    | Долинський                      | 293          | 2-й секретар Кіровоградського обласного комітету КПУ                                                                                 |                                                                                       |
| Кібіткіна Іраїда Вікторівна             | Київ                      | Артемівський                    | 2            | Розкрійниця Київської експериментальної взуттєвої фабрики імені 50-річчя Радянської України                                          |                                                                                       |
| Кічмаренко Марія Степанівна             | Вінницька область         | Староміський                    | 25           | Заступник директора по виховній роботі Вінницької школи-інтернату                                                                    |                                                                                       |
| Кліцюк Галина Василівна                 | Волинська область         | Маневицький                     | 56           | Ланкова колгоспу «Жовтень» (Маневицького району)                                                                                     |                                                                                       |
| Кобернюк Галина Яківна                  | Київська область          | Іванківський                    | 272          | Голова колгоспу імені Калініна (Іванківського району)                                                                                |                                                                                       |
| Кобяков Олександр Аркадійович           | Кримська область          | Залізничний                     | 302          | Пілот Сімферопольського авіапідприємства                                                                                             |                                                                                       |
| Коваленко Анатолій Дмитрович            | Ворошиловградська область | Зоринський                      | 81           | Завідувач сільськогосподарського відділу ЦК КПУ                                                                                      |                                                                                       |
| Ковалько Станіслав Павлович             | Вінницька область         | Погребищенський                 | 39           | Бригадир комплексної будівельної бригади Погребищенської міжколгоспної будівельної організації                                       |                                                                                       |
| Козак Христина Олександрівна            | Івано-Франківська область | Івано-Франківський              | 255          | Завідувачка терапевтичного відділення Лисецької районної лікарні Івано-Франківського району                                          |                                                                                       |
| Козар Марія Юріївна                     | Закарпатська область      | Мукачівський                    | 218          | Бригадир польової бригади колгоспу імені Леніна (Мукачівського району)                                                               |                                                                                       |
| Козенко Михайло Георгійович             | Полтавська область        | Кременчуцький-Автозаводський    | 398          | 1-й секретар Кременчуцького міського комітету КПУ                                                                                    |                                                                                       |
| Козеняшев Дмитро Якович                 | Сумська область           | Середино-Будський               | 442          | Голова виконкому Сумської обласної ради                                                                                              |                                                                                       |
| Колбатікова Олександра Федорівна        | Дніпропетровська область  | Південний                       | 118          | Вальцювальниця Нікопольського Південнотрубного заводу                                                                                |                                                                                       |
| Колесник Раїса Самсонівна               | Донецька область          | Ворошиловський                  | 137          | Солістка опери Донецького державного театру опери й балету                                                                           |                                                                                       |
| Колесник Феодосій Дмитрович             | Закарпатська область      | Перечинський                    | 219          | Голова правління Укоопспілки |                                                                                       |
| Колесникова Світлана Григорівна         | Донецька область          | Залізничний                     | 138          | Дільничий лікар Донецької міської лікарні № 18                                                                                       |                                                                                       |
| Колотій Микола Петрович                 | Чернігівська область      | Бахмацький                      | 558          | Голова Українського міжколгоспного об'єднання по будівництву «Укрміжколгоспбуд»                                                      |                                                                                       |
| Колотуха Яків Якович                    | Житомирська область       | Житомирський                    | 204          | Секретар Президії Верховної Ради УРСР                                                                                                |                                                                                       |
| Конділенко Іван Іванович                | Полтавська область        | Диканський                      | 402          | Голова правління товариства «Знання» УРСР                                                                                            |                                                                                       |
| Кондратенко Анатолій Борисович          | Івано-Франківська область | Калуський                       | 248          | Директор Калуського хіміко-металургійного комбінату                                                                                  |                                                                                       |
| Кондратюк Микола Кіндратович            | Дніпропетровська область  | Апостолівський                  | 122          | Ректор Київської державної консерваторії імені П. І. Чайковського, голова правління Музично-хорового товариства УРСР                 |                                                                                       |
| Конєва Валентина Федорівна              | Кримська область          | Євпаторійський                  | 307          | Завідувачка терапевтичного відділення Євпаторійської міської лікарні                                                                 |                                                                                       |
| Коренькова Валентина Олексіївна         | Кримська область          | Феодосійський                   | 310          | Сортувальниця Феодосійської панчішної фабрики                                                                                        |                                                                                       |
| Корж Марія Петрівна                     | Вінницька область         | Тростянецький                   | 42           | Ланкова колгоспу «Перемога» (Тростянецького району)                                                                                  |                                                                                       |
| Корнієнко Анатолій Іванович             | Тернопільська область     | Підволочиський                  | 455          | 1-й секретар ЦК ЛКСМУ |                                                                                       |
| Корнійчук Віктор Григорович             | Донецька область          | Амвросіївський                  | 182          | Наладчик обладнання Амвросіївського цементного комбінату                                                                             |                                                                                       |
| Коротков Олександр Олексійович          | Донецька область          | Ждановський-Орджонікідзевський  | 160          | Машиніст розливних машин Ждановського металургійного заводу «Азовсталь» імені Серго Орджонікідзе                                     |                                                                                       |
| Костюк Платон Григорович                | Київ                      | Жовтневий                       | 7            | Директор Інституту фізіології імені О. Богомольця Академії наук УРСР                                                                 |                                                                                       |
| Косякова Ольга Данилівна                | Київ                      | Дарницький                      | 5            | Штампувальниця Київського заводу «Радіовимірювач»                                                                                    |                                                                                       |
| Косяченко Ганна Яківна                  | Київська область          | Яготинський                     | 283          | Ланкова колгоспу «Заповіт Леніна» (Яготинського району)                                                                              |                                                                                       |
| Котелевська Надія Павлівна              | Запорізька область        | Вільнянський                    | 239          | Телятниця колгоспу імені Леніна (Новомиколаївського району)                                                                          |                                                                                       |
| Котов Юрій Борисович                    | Донецька область          | Артемівський                    | 183          | Міністр сільського будівництва УРСР                                                                                                  |                                                                                       |
| Кочевих Іван Павлович                   | Львівська область         | Львівський-Залізничний          | 324          | Генеральний директор Львівського виробничо-технічного об'єднання імені В. І. Леніна                                                  |                                                                                       |
| Кравець Ганна Миколаївна                | Львівська область         | Мостиський                      | 342          | Ланкова колгоспу імені Я.Галана (Мостиського району)                                                                                 |                                                                                       |
| Кравченко Альберт Васильович            | Полтавська область        | Миргородський                   | 409          | 2-й секретар Полтавського обласного комітету КПУ                                                                                     |                                                                                       |
| Кравченко Любов Миколаївна              | Дніпропетровська область  | Бабушкінський                   | 93           | Машиніст електромостового крану Дніпропетровського заводу важких пресів                                                              |                                                                                       |
| Кременицький Віктор Олександрович       | Житомирська область       | Ємільчинський                   | 203          | Голова виконкому Житомирської обласної ради                                                                                          |                                                                                       |
| Кривонос Петро Федорович                | Житомирська область       | Коростенський                   | 197          | Начальник Південно-Західної залізниці                                                                                                |                                                                                       |
| Кротова Людмила Михайлівна              | Дніпропетровська область  | Металургійний                   | 113          | Машиніст-оператор цеху «Блюмінг-1» Криворізького металургійного заводу «Криворіжсталь» імені В. І. Леніна                            |                                                                                       |
| Круглич Геннадій Михайлович             | Київ                      | Радянський                      | 17           | Слюсар-складальник Київського машинобудівного заводу                                                                                 |                                                                                       |
| Круглянко Марія Павлівна                | Чернівецька область       | Хотинський                      | 552          | Ланкова колгоспу імені Мічуріна (Кельменецького району)                                                                              |                                                                                       |
| Крушинський Юрій Дмитрович              | Черкаська область         | Уманський міський               | 529          | 2-й секретар Черкаського обласного комітету КПУ                                                                                      |                                                                                       |
| Крючков Василь Дмитрович                | Дніпропетровська область  | Калінінський                    | 98           | Завідувач відділу оборонної промисловості ЦК КПУ                                                                                     |                                                                                       |
| Крючков Георгій Корнійович              | Кіровоградська область    | Олександрійський міський        | 287          | Завідувач відділу організаційно-партійної роботи ЦК КПУ                                                                              |                                                                                       |
| Кубарєв Василь Миколайович              | Харківська область        | Чугуївський                     | 491          | Начальник Військової інженерної радіотехнічної академії протиповітряної оборони імені маршала Говорова, генерал-полковник авіації    |                                                                                       |
| Кузик Григорій Йосипович                | Вінницька область         | Бершадський                     | 29           | Голова колгоспу імені ХХІІ з'їзду КПРС (Бершадського району)                                                                         |                                                                                       |
| Кузьменко Микола Зінькович              | Донецька область          | Макіївський-Червоногвардійський | 173          | Бригадир комплексної бригади шахти «Чайкіно-Глибока» комбінату «Макіїввугілля»                                                       |                                                                                       |
| Кузьменко Михайло Васильович            | Черкаська область         | Драбівський                     | 531          | Голова президії Південного відділення ВАСГНІЛ                                                                                        |                                                                                       |
| Кузьменко Надія Степанівна              | Полтавська область        | Глобинський                     | 401          | Трактористка колгоспу «Росія» (Глобинського району)                                                                                  |                                                                                       |
| Кулагін Володимир Петрович              | Сумська область           | Сумський-Зарічний               | 428          | Бригадир комплексної бригади будівельно-монтажного управління «Культпобутбуд» тресту «Сумжитлобуд»                                   |                                                                                       |
| Кулик Володимир Самійлович              | Чернігівська область      | Рокоссовський                   | 555          | Регулювальник Чернігівського ремонтно-механічного заводу                                                                             |                                                                                       |
| Куліш Микола Юхимович                   | Миколаївська область      | Новоодеський                    | 363          | Голова виконкому Миколаївської обласної ради                                                                                         |                                                                                       |
| Кунда Євген Васильович                  | Донецька область          | Горлівський                     | 147          | Завідувач відділу будівництва і комунального господарства ЦК КПУ                                                                     |                                                                                       |
| Курило Федір Леонтійович                | Ворошиловградська область | Жовтневий                       | 62           | Бригадир ковалів Ворошиловградського тепловозобудівного заводу імені Жовтневої революції                                             |                                                                                       |
| Кутрань Анатолій Автономович            | Тернопільська область     | Лановецький                     | 454          | Слюсар Лановецького цукрового заводу                                                                                                 |                                                                                       |
| Лавриненко Микола Васильович            | Волинська область         | Ратнівський                     | 57           | Начальник військ Західного прикордонного округу КДБ УРСР, генерал-лейтенант                                                          |                                                                                       |
| Лавриненков Володимир Дмитрович         | Сумська область           | Сумський                        | 443          | Командуючий 8-ю Окремою армією ППО Київського округу ППО, генерал-полковник авіації                                                  |                                                                                       |
| Левицька Параска Іванівна               | Івано-Франківська область | Івано-Франківський міський      | 247          | Швачка Івано-Франківської фабрики художніх виробів імені Рози Люксембург                                                             |                                                                                       |
| Левицький Степан Антонович              | Дніпропетровська область  | Марганецький                    | 116          | Бригадир вибійників шахти № 7–8 Марганецького гірничо-збагачувального комбінату                                                      |                                                                                       |
| Левчик Валентина Миколаївна             | Черкаська область         | Золотоніський                   | 534          | Доярка колгоспу «Більшовик» (Золотоніського району)                                                                                  |                                                                                       |
| Левчук Тимофій Васильович               | Львівська область         | Городоцький                     | 336          | Кінорежисер, 1-й секретар правління Спілки кінематографістів УРСР                                                                    |                                                                                       |
| Легунов Григорій Андрійович             | Херсонська область        | Генічеський                     | 501          | Голова колгоспу «Грузія» (Генічеського району)                                                                                       |                                                                                       |
| Ленчинський Віктор Петрович             | Чернівецька область       | Сокирянський                    | 550          | Голова виконкому Чернівецької обласної ради                                                                                          |                                                                                       |
| Лисенко Володимир Антонович             | Сумська область           | Білопільський                   | 434          | 2-й секретар Сумського обласного комітету КПУ                                                                                        |                                                                                       |
| Лисенко Лідія Петрівна                  | Ворошиловградська область | Ленінський                      | 59           | Робітниця Ворошиловградського виробничого об'єднання взуттєвих підприємств імені 50-річчя Великої Жовтневої соціалістичної революції |                                                                                       |
| Лисенко Павлина Микитівна               | Черкаська область         | Шполянський                     | 542          | Свинарка колгоспу імені Шевченка (Катеринопільського району)                                                                         |                                                                                       |
| Лисицин Віктор Опанасович               | Ворошиловградська область | Слов'яносербський               | 88           | Голова виконкому Ворошиловградської обласної ради                                                                                    |                                                                                       |
| Литвиненко Адель Миколаївна             | Донецька область          | Макіївський-Кіровський          | 170          | Машиніст-оператор прокатного стану Макіївського металургійного заводу імені С. М. Кірова                                             |                                                                                       |
| Литвинов Євген Леонтійович              | Київська область          | Обухівський                     | 277          | 2-й секретар Київського обласного комітету КПУ                                                                                       |                                                                                       |
| Ліпко Михайло Юрійович                  | Черкаська область         | Канівський                      | 535          | Голова виконкому Черкаської обласної ради                                                                                            |                                                                                       |
| Логвин Віталій Дмитрович                | Полтавська область        | Полтавський-Київський           | 396          | Бригадир комплексної бригади будівельно-монтажного управління «Промбуд» тресту «Полтавпромбуд»                                       |                                                                                       |
| Лодяний Володимир Володимирович         | Київська область          | Макарівський                    | 275          | Начальник Управління Комітету державної безпеки при Раді Міністрів УРСР по Київській області, генерал-майор                          |                                                                                       |
| Лозова Алла Іванівна                    | Донецька область          | Дебальцівський                  | 151          | Електромеханік Дебальцевської дистанції сигналізації і зв'язку Донецької залізниці                                                   |                                                                                       |
| Лубенець Григорій Кузьмич               | Кіровоградська область    | Знам'янський                    | 286          | Міністр будівництва підприємств важкої індустрії УРСР                                                                                |                                                                                       |
| Лубенець Катерина Григорівна            | Сумська область           | Кролевецький                    | 437          | Ланкова колгоспу «Заозерний» (Кролевецького району)                                                                                  |                                                                                       |
| Луговський Олексій Іванович             | Ворошиловградська область | Комунарський                    | 68           | Майстер-сталевар Комунарського металургійного заводу                                                                                 |                                                                                       |
| Лукомська Наталія Іванівна              | Одеська область           | Котовський                      | 380          | Бригадир колгоспу імені Калініна (Котовського району)                                                                                |                                                                                       |
| Лук'янов Борис Миколайович              | Львівська область         | Нестеровський                   | 343          | Міністр лісового господарства УРСР                                                                                                   | 30 грудня 1979 помер                                                                  |
| Луньова Євдокія Андріївна               | Херсонська область        | Текстильний                     | 496          | Ткаля Херсонського бавовняного комбінату                                                                                             |                                                                                       |
| Лутак Іван Кіндратович                  | Кримська область          | Сімферопольський                | 322          | 2-й секретар ЦК КПУ |                                                                                       |
| Лушпа Михайло Панасович                 | Сумська область           | Сумський-Ковпаківський          | 429          | 1-й секретар Сумського міського комітету КПУ                                                                                         |                                                                                       |
| Лях Іван Опанасович                     | Дніпропетровська область  | Нижньодніпровський              | 101          | Голова виконкому Дніпропетровської міської ради                                                                                      |                                                                                       |
| Ляхов Іван Андрійович                   | Ворошиловградська область | Ватутінський                    | 61           | 1-й секретар Ворошиловградського міського комітету КПУ                                                                               |                                                                                       |
| Ляшко Олександр Павлович                | Київська область          | Білоцерківський міський         | 262          | Голова Ради міністрів УРСР |                                                                                       |
| Маєвський Валентин Володимирович        | Одеська область           | Ренійський                      | 389          | Завідувач відділу транспорту і зв'язку ЦК КПУ                                                                                        |                                                                                       |
| Мазов Василь Федорович                  | Дніпропетровська область  | Петровський                     | 102          | Директор Дніпропетровського металургійного заводу імені Г.Петровського                                                               |                                                                                       |
| Майборода Георгій Іларіонович           | Запорізька область        | Приазовський                    | 245          | Композитор |                                                                                       |
| Макаренко Віктор Сергійович             | Кримська область          | Нахімовський                    | 300          | 1-й секретар Севастопольського міського комітету КПУ                                                                                 |                                                                                       |
| Максименко Дмитро Павлович              | Кіровоградська область    | Кіровоградський                 | 294          | Голова виконкому Кіровоградської обласної ради                                                                                       |                                                                                       |
| Максимов Костянтин Олександрович        | Тернопільська область     | Кременецький                    | 453          | Член Військової ради — начальник Політуправління Центральної групи військ, генерал-лейтенант                                         |                                                                                       |
| Максимович Микола Григорович            | Львівська область         | Львівський-Першотравневий       | 325          | Ректор Львівського державного університету імені Івана Франка                                                                        |                                                                                       |
| Максимук Галина Іванівна                | Волинська область         | Любомльський                    | 55           | Бригадир Любомльського підприємства металовиробів                                                                                    |                                                                                       |
| Макухін Олексій Наумович                | Запорізька область        | Кам'янсько-Дніпровський         | 240          | Міністр енергетики і електрифікації УРСР                                                                                             |                                                                                       |
| Маланчук Валентин Юхимович              | Закарпатська область      | Мукачівський міський            | 213          | Секретар ЦК КПУ |                                                                                       |
| Малініна Валентина Миколаївна           | Київ                      | Шевченківський                  | 21           | Робітниця-травильниця Київського науково-виробничого об'єднання «Кристал»                                                            |                                                                                       |
| Манжула Анатолій Олександрович          | Ворошиловградська область | Антрацитівський міський         | 64           | Начальник комбінату «Донбасантрацит» (м. Красний Луч)                                                                                |                                                                                       |
| Манойло Микола Федорович                | Харківська область        | Люботинський                    | 486          | Артист Харківського державного академічного театру опери і балету імені М. В. Лисенка                                                |                                                                                       |
| Маринич Олександр Мефодійович           | Одеська область           | Роздільнянський                 | 390          | Міністр освіти УРСР |                                                                                       |
| Марченко Іван Лаврович                  | Київська область          | Переяслав-Хмельницький          | 278          | Комбайнер державного племінного заводу «Колос» (Переяслав-Хмельницького району)                                                      |                                                                                       |
| Масол Віталій Андрійович                | Одеська область           | Великомихайлівський             | 385          | 1-й заступник голови Держплану УРСР                                                                                                  |                                                                                       |
| Матолич Роман Михайлович                | Львівська область         | Дрогобицький міський            | 331          | Старший оператор Дрогобицького нафтопереробного заводу                                                                               |                                                                                       |
| Махиня Михайло Михайлович               | Донецька область          | Юнокомунарівський               | 156          | 1-й заступник голови Держплану УРСР                                                                                                  |                                                                                       |
| Мацалак Микола Миколайович              | Івано-Франківська область | Долинський                      | 254          | Токар Бескидського лісопункту Вигодського лісокомбінату (Долинського району)                                                         |                                                                                       |
| Медведєв Павло Миколайович              | Кримська область          | Севастопольський                | 301          | Член Військової ради — начальник Політуправління Чорноморського флоту, контр-адмірал                                                 |                                                                                       |
| Мелимука Юрій Миколайович               | Тернопільська область     | Збаразький                      | 451          | 2-й секретар Тернопільського обласного комітету КПУ                                                                                  |                                                                                       |
| Мельник Анатолій Васильович             | Житомирська область       | Бердичівський                   | 196          | Комбайнер колгоспу «Комунар» (Бердичівського району)                                                                                 |                                                                                       |
| Мельник Микола Оксентійович             | Ровенська область         | Здолбунівський                  | 422          | Машиніст локомотивного депо станції Здолбунів                                                                                        |                                                                                       |
| Мельник Яків Васильович                 | Львівська область         | Стрийський                      | 333          | Коваль-штампувальник Стрийського вагоноремонтного заводу                                                                             |                                                                                       |
| Метляєв Василь Кирилович                | Херсонська область        | Бериславський                   | 498          | 1-й секретар Бериславського районного комітету КПУ                                                                                   |                                                                                       |
| Миронов Василь Петрович                 | Донецька область          | Будьоннівський                  | 136          | Голова виконкому Донецької міської ради                                                                                              |                                                                                       |
| Мисак Петро Васильович                  | Львівська область         | Червоноградський                | 334          | Бригадир робітників очисного вибою шахти № 1 «Великомостівська» (м. Червоноград)                                                     |                                                                                       |
| Мисниченко Владислав Петрович           | Харківська область        | Богодухівський                  | 480          | 2-й секретар Харківського обласного комітету КПУ                                                                                     |                                                                                       |
| Мишковець Марія Гервасіївна             | Волинська область         | Ковельський                     | 49           | Швачка Ковельської швейної фабрики                                                                                                   |                                                                                       |
| Мілян Микола Іванович                   | Львівська область         | Львівський-Ленінський           | 323          | Бригадир слюсарів-складальників Львівського автобусного заводу імені 50-річчя СРСР                                                   |                                                                                       |
| Мінаєв Іван Григорович                  | Ворошиловградська область | Вахрушівський                   | 71           | Начальник комбінату «Ворошиловграджитлобуд»                                                                                          |                                                                                       |
| Міщенко Микола Васильович               | Харківська область        | Широнінський                    | 474          | Токар-наладчик Харківського моторобудівного заводу «Серп і Молот»                                                                    |                                                                                       |
| Мовлян Валентина Сергіївна              | Ворошиловградська область | Кремінський                     | 82           | Шліфувальниця станкобудівного заводу імені Фрунзе (Кремінського району)                                                              |                                                                                       |
| Могильченко Григорій Сергійович         | Харківська область        | Лозівський                      | 477          | Голова колгоспу імені Орджонікідзе (Лозівського району)                                                                              | 18 серпня 1976 помер                                                                  |
| Мокій Олена Михайлівна                  | Тернопільська область     | Бучацький                       | 448          | Ланкова Бучацького радгоспу-технікуму (Бучацького району)                                                                            |                                                                                       |
| Момотенко Микола Петрович               | Полтавська область        | Гадяцький                       | 400          | Голова Українського об'єднання Ради Міністрів УРСР «Укрсільгосптехніка»                                                              |                                                                                       |
| Мордовцев Григорій Олексійович          | Ворошиловградська область | Кадіївський                     | 66           | Бригадир комплексної гірничо-прохідницької бригади шахти імені Чеснокова комбінату «Кадіїввугілля»                                   |                                                                                       |
| Мороз Валентина Василівна               | Сумська область           | Краснопільський                 | 436          | Робітниця Угроїдського цукрокомбінату (Краснопільського району)                                                                      |                                                                                       |
| Моссаковський Володимир Іванович        | Дніпропетровська область  | Вузівський                      | 95           | Ректор Дніпропетровського державного університету                                                                                    |                                                                                       |
| Муляр Іван Степанович                   | Хмельницька область       | Кам'янець-Подільський міський   | 508          | Токар Кам'янець-Подільського електромеханічного заводу                                                                               |                                                                                       |
| Мунтян Георгій Захарович                | Миколаївська область      | Ленінський                      | 352          | Бригадир монтажників домобудівного комбінату тресту «Миколаївжитлобуд»                                                               |                                                                                       |
| Муратов Федір Спиридонович              | Сумська область           | Охтирський                      | 431          | Голова колгоспу імені Г. І. Петровського (Охтирського району)                                                                        |                                                                                       |
| Мусієнко Петро Кирилович                | Чернігівська область      | Ріпкинський                     | 567          | Завідувач загального відділу ЦК КПУ                                                                                                  |                                                                                       |
| Муха Степан Несторович                  | Вінницька область         | Мурованокуриловецький           | 37           | 1-й заступник голови Комітету державної безпеки при Раді Міністрів УРСР, генерал-майор                                               |                                                                                       |
| Нагорних Іван Михайлович                | Одеська область           | Залізничний                     | 368          | Керуючий трестом «Чорноморгідробуд» (м. Одеса)                                                                                       |                                                                                       |
| Назаренко Ганна Пантеліївна             | Харківська область        | Фрунзенський                    | 471          | Заточувальниця Харківського заводу тракторних двигунів                                                                               |                                                                                       |
| Найдек Леонтій Іванович                 | Харківська область        | Первомайський                   | 489          | Голова Партійної комісії при ЦК КПУ                                                                                                  |                                                                                       |
| Наута Тамара Федорівна                  | Кіровоградська область    | Добровеличківський              | 292          | Голова виконкому Новоархангельської районної ради                                                                                    |                                                                                       |
| Небукін Василь Іванович                 | Донецька область          | Єнакіївський                    | 155          | Вальцювальник Єнакіївського металургійного заводу                                                                                    |                                                                                       |
| Негора Лідія Вікторівна                 | Дніпропетровська область  | Солонянський                    | 131          | Доярка колгоспу імені Калініна (Солонянського району)                                                                                |                                                                                       |
| Нестеренко Віктор Михайлович            | Запорізька область        | Запорізький-Ленінський          | 225          | Бригадир складальників трансформаторів виробничого об'єднання «Запоріжтрансформатор»                                                 |                                                                                       |
| Нестерець Павло Петрович                | Полтавська область        | Полтавський                     | 411          | Голова колгоспу «Україна» (Машівського району)                                                                                       |                                                                                       |
| Нетреба Олена Федорівна                 | Чернігівська область      | Борзнянський                    | 560          | Завідувачка відділення Борзнянської центральної районної лікарні                                                                     |                                                                                       |
| Нетяга Валентина Григорівна             | Харківська область        | Гагарінський                    | 461          | Токар Харківського заводу транспортного машинобудування імені Малишева                                                               |                                                                                       |
| Нівалов Микола Миколайович              | Дніпропетровська область  | Кривбасівський                  | 112          | 1-й секретар Криворізького міського комітету КПУ                                                                                     |                                                                                       |
| Нікітіна Лідія Михайлівна               | Кримська область          | Сакський                        | 321          | Старша апаратниця Сакського хімічного заводу імені 50-річчя Радянської України                                                       |                                                                                       |
| Ніколаєв Микола Федорович               | Ворошиловградська область | Первомайський                   | 74           | Завідувач відділу важкої промисловості ЦК КПУ                                                                                        |                                                                                       |
| Ніколашин Микола Олександрович          | Вінницька область         | Жмеринський                     | 26           | Машиніст Жмеринського локомотивного депо імені 50-річчя Жовтня                                                                       |                                                                                       |
| Нікуліщев Володимир Михайлович          | Чернігівська область      | Ічнянський                      | 561          | 2-й секретар Чернігівського обласного комітету КПУ                                                                                   |                                                                                       |
| Новаковець Степан Денисович             | Ровенська область         | Володимирецький                 | 418          | Голова виконкому Ровенської обласної ради                                                                                            |                                                                                       |
| Ночовкін Анатолій Петрович              | Донецька область          | Макіївський-Совєтський          | 171          | 1-й секретар Макіївського міського комітету КПУ                                                                                      |                                                                                       |
| Оленюх Яніна Степанівна                 | Тернопільська область     | Тернопільський                  | 457          | Зоотехнік колгоспу «Заповіт Леніна» (Тернопільського району)                                                                         |                                                                                       |
| Онищенко Олександр Павлович             | Житомирська область       | Андрушівський                   | 199          | 2-й секретар Житомирського обласного комітету КПУ                                                                                    | 25 лютого 1977 помер                                                                  |
| Опанасюк Дмитро Григорович              | Ровенська область         | Березнівський                   | 417          | Завідувач відділу адміністративних органів ЦК КПУ                                                                                    |                                                                                       |
| Орлик Марія Андріївна                   | Київ                      | Ворошиловський                  | 3            | Заступник голови виконкому Київської міської ради                                                                                    |                                                                                       |
| Осипова Людмила Вікторівна              | Харківська область        | Ленінський                      | 459          | Швачка Харківської швейної фабрики імені Тінякова                                                                                    |                                                                                       |
| Остафієвич Марія Федорівна              | Чернівецька область       | Чернівецький-Першотравневий     | 544          | В'язальниця Чернівецького виробничого панчішного об'єднання імені 50-річчя Великої Жовтневої соціалістичної революції                |                                                                                       |
| Отрешко Раїса Трохимівна                | Дніпропетровська область  | Тернівський                     | 114          | Каменяр Криворізького будівельного управління № 1 тресту «Криворіжпівнічрудбуд»                                                      |                                                                                       |
| Павленко Федір Іванович                 | Донецька область          | Авдіївський                     | 181          | Голова колгоспу імені Горького (Красноармійського району)                                                                            |                                                                                       |
| Пайдак Марія Юріївна                    | Закарпатська область      | Міжгірський                     | 217          | Голова виконкому Келечинської сільської ради Міжгірського району                                                                     |                                                                                       |
| Паланська Надія Романівна               | Київська область          | Таращанський                    | 280          | Вчителька Розкішнянської середньої школи Ставищенського району                                                                       |                                                                                       |
| Пантелеєв Микола Олексійович            | Запорізька область        | Мелітопольський міський         | 235          | 2-й секретар Запорізького обласного комітету КПУ                                                                                     |                                                                                       |
| Парубок Омелян Никонович                | Черкаська область         | Жашківський                     | 532          | Ланковий механізованої ланки колгоспу імені Суворова (Жашківського району)                                                           |                                                                                       |
| Патон Борис Євгенович                   | Київ                      | Щербаковський                   | 22           | Президент Академії наук УРСР, директор Інституту електрозварювання імені Є. О. Патона АН УРСР                                        |                                                                                       |
| Пашута Людмила Іванівна                 | Хмельницька область       | Хмельницький                    | 506          | Монтажниця Хмельницького радіотехнічного заводу                                                                                      |                                                                                       |
| Пащенко Андрій Якович                   | Ворошиловградська область | Брянківський                    | 65           | Голова Державного комітету Ради Міністрів УРСР у справах видавництв, поліграфії і книжкової торгівлі                                 |                                                                                       |
| Передерій Ольга Іванівна                | Запорізька область        | Мелітопольський                 | 242          | 1-й секретар Мелітопольського районного комітету КПУ                                                                                 |                                                                                       |
| Перепічаєнко Раїса Степанівна           | Дніпропетровська область  | Васильківський                  | 123          | Майстер Покровського сирзаводу |                                                                                       |
| Пересаденко Іван Анатолійович           | Хмельницька область       | Ярмолинецький                   | 524          | Завідувач відділу зарубіжних зв'язків ЦК КПУ                                                                                         |                                                                                       |
| Петренко Ганна Костянтинівна            | Черкаська область         | Корсунь-Шевченківський          | 536          | Голова виконкому Моринської сільської ради Корсунь-Шевченківського району                                                            |                                                                                       |
| Петренко Іван Петрович                  | Запорізька область        | Якимівський                     | 246          | Тракторист радгоспу «Ентузіаст» (Веселівського району)                                                                               |                                                                                       |
| Петренко Семен Якович                   | Донецька область          | Добропільський                  | 153          | Начальник комбінату «Красноармійськвугілля»                                                                                          |                                                                                       |
| Петрик Алла Павлівна                    | Полтавська область        | Лубенський                      | 408          | Заточувальниця Лубенського верстатобудівного заводу «Комунар»                                                                        |                                                                                       |
| Пєтухова Галина Павлівна                | Донецька область          | Старобешівський                 | 191          | Трактористка колгоспу імені Кірова (Старобешівського району)                                                                         |                                                                                       |
| Писаревська Любов Василівна             | Запорізька область        | Запорізький-Димитровський       | 226          | Електрозварниця Запорізького виробничого об‘єднання «Моторобудівник»                                                                 |                                                                                       |
| Піляєв Валентин Антонович               | Одеська область           | Ізмаїльський                    | 379          | Начальник Радянського Дунайського пароплавства                                                                                       |                                                                                       |
| Піхтерєв Володимир Микитович            | Донецька область          | Абакумівський                   | 135          | Бригадир наскрізної комплексної бригади робітників очисного вибою шахти імені Абакумова комбінату «Донецьквугілля»                   |                                                                                       |
| Пічкар Микола Михайлович                | Закарпатська область      | Ужгородський міський            | 212          | Закрійник Ужгородської взуттєвої фабрики                                                                                             |                                                                                       |
| Пічужкін Михайло Сергійович             | Дніпропетровська область  | Центрально-Міський              | 115          | 1-й заступник голови Комітету народного контролю УРСР                                                                                |                                                                                       |
| Площенко Володимир Дмитрович            | Київ                      | Першотравневий                  | 14           | Міністр комунального господарства УРСР                                                                                               |                                                                                       |
| Плютинський Володимир Антонович         | Ровенська область         | Ровенський                      | 426          | Голова колгоспу «Зоря комунізму» (Ровенського району)                                                                                |                                                                                       |
| Поведа Галина Антонівна                 | Хмельницька область       | Шепетівський                    | 509          | Апаратниця Шепетівського цукрового комбінату                                                                                         |                                                                                       |
| Погорєлов Олексій Васильович            | Харківська область        | Вузівський                      | 460          | Завідувач відділу Фізико-технічного інституту низьких температур Академії наук Української РСР                                       |                                                                                       |
| Погребняк Яків Петрович                 | Миколаївська область      | Центральний                     | 356          | Секретар ЦК КПУ |                                                                                       |
| Покальчук Антон Федосійович             | Ворошиловградська область | Сватівський                     | 87           | Голова Центрального комітету ДТСААФ УРСР, генерал-лейтенант                                                                          |                                                                                       |
| Покровський Ерік Костянтинович          | Кримська область          | Центральний                     | 304          | 1-й секретар Сімферопольського міського комітету КПУ                                                                                 |                                                                                       |
| Політицький Анатолій Петрович           | Кримська область          | Білогірський                    | 314          | Бригадир садівничої бригади колгоспу імені XXI з' їзду КПРС (Білогірського району)                                                   |                                                                                       |
| Полтавський Сергій Єфремович            | Чернівецька область       | Вижницький                      | 546          | Водій лісовоза Берегометського лісокомбінату імені 50-річчя Радянської України (Вижницького району)                                  |                                                                                       |
| Пономаренко Анастасія Петрівна          | Дніпропетровська область  | Дніпропетровський               | 125          | Пташниця Дніпропетровської птахофабрики (Дніпропетровського району)                                                                  |                                                                                       |
| Пономаренко Людмила Миколаївна          | Київ                      | Залізничний                     | 8            | В'язальниця Київської трикотажної фірми імені Рози Люксембург                                                                        |                                                                                       |
| Попльовкін Трохим Трохимович            | Харківська область        | Вовчанський                     | 481          | Міністр заготівель УРСР | 25 лютого 1977 помер                                                                  |
| Попов Віктор Васильович                 | Харківська область        | Центральний                     | 472          | Різьбошліфувальник Харківського авіаційного заводу імені Ленінського комсомолу                                                       |                                                                                       |
| Попович Павло Романович                 | Київська область          | Сквирський                      | 279          | Льотчик-космонавт, генерал-майор авіації                                                                                             |                                                                                       |
| Постольник Лідія Іванівна               | Дніпропетровська область  | Синельниківський                | 130          | Свинарка колгоспу імені В. І. Леніна (Синельниківського району)                                                                      |                                                                                       |
| Походін Віктор Пилипович                | Одеська область           | Тарутинський                    | 392          | Голова виконкому Одеської обласної ради                                                                                              |                                                                                       |
| Починок Макар Іванович                  | Хмельницька область       | Новоушицький                    | 519          | Голова виконкому Хмельницької обласної ради                                                                                          |                                                                                       |
| Присакару Марія Василівна               | Чернівецька область       | Глибоцький                      | 547          | Доярка радгоспу «Радянський прикордонник» (Глибоцького району)                                                                       |                                                                                       |
| Притуп Уляна Олександрівна              | Чернігівська область      | Козелецький                     | 562          | Завідувачка свинотоварної ферми колгоспу «Авангард» (Козелецького району)                                                            |                                                                                       |
| Прищепа Іван Кузьмич                    | Чернігівська область      | Менський                        | 564          | Голова колгоспу «Родина» (Менського району)                                                                                          |                                                                                       |
| Продан Костянтин Костянтинович          | Дніпропетровська область  | Царичанський                    | 133          | Помічник 1-го секретаря ЦК КПУ |                                                                                       |
| Прокопенко Ганна Дмитрівна              | Полтавська область        | Хорольський                     | 414          | Доярка колгоспу імені Леніна (Хорольського району)                                                                                   |                                                                                       |
| Проценко Діна Йосипівна                 | Херсонська область        | Великолепетиський               | 500          | Голова виконкому Херсонської обласної ради                                                                                           |                                                                                       |
| Пряник Володимир Анатолійович           | Дніпропетровська область  | Новомосковський                 | 120          | Директор радгоспу імені 50-річчя Великого Жовтня (Новомосковського району)                                                           |                                                                                       |
| Пуденко Григорій Іванович               | Полтавська область        | Кременчуцький                   | 406          | Голова виконкому Полтавської обласної ради                                                                                           |                                                                                       |
| Пустовойт Іван Данилович                | Вінницька область         | Хмільницький                    | 44           | Бригадир тракторної бригади колгоспу імені Мічуріна (Хмільницького району)                                                           |                                                                                       |
| Пучковська Надія Олександрівна          | Одеська область           | Приморський                     | 373          | Директор Одеського науково-дослідного інституту очних хворіб і тканинної терапії імені академіка В. П. Філатова                      |                                                                                       |
| П'яничук Ніна Василівна                 | Кіровоградська область    | Голованівський                  | 291          | Доярка колгоспу «Росія» (Голованівського району)                                                                                     |                                                                                       |
| П'янков Євген Олександрович             | Запорізька область        | Запорізький-Жовтневий           | 228          | 1-й секретар Запорізького міського комітету КПУ                                                                                      |                                                                                       |
| Радзієвський Іван Іванович              | Київ                      | Подільський                     | 16           | Бригадир фрезерувальників Київського заводу «Ленінська кузня»                                                                        |                                                                                       |
| Радченко Пелагія Іванівна               | Ворошиловградська область | Кам'янобрідський                | 63           | Ткаля Ворошиловградського тонкосуконного комбінату                                                                                   |                                                                                       |
| Ратушна Галина Єлисеївна                | Запорізька область        | Оріхівський                     | 243          | Доярка колгоспу «Росія» (Оріхівського району)                                                                                        |                                                                                       |
| Ремесло Василь Миколайович              | Київська область          | Богуславський                   | 270          | Директор Миронівського Всесоюзного науково-дослідного інституту селекції і насінництва пшениці                                       |                                                                                       |
| Репа Ганна Андріївна                    | Донецька область          | Ясинуватський                   | 193          | Доярка колгоспу «Червоний хлібороб» (Ясинуватського району)                                                                          |                                                                                       |
| Рижук Марія Матвіївна                   | Київська область          | Тетіївський                     | 281          | Керуюча виробничою ділянкою колгоспу «Прогрес» (Тетіївського району)                                                                 |                                                                                       |
| Римар Володимир Павлович                | Харківська область        | Балаклійський                   | 478          | Буровий майстер Шебелинського управління бурових робіт                                                                               |                                                                                       |
| Рінкевич Ганна Іванівна                 | Кримська область          | Кіровський                      | 315          | Агроном відділення радгоспу-заводу «Жемчужний» (Кіровського району)                                                                  |                                                                                       |
| Розенко Петро Якимович                  | Ворошиловградська область | Лисичанський                    | 72           | Заступник Голови Ради Міністрів УРСР, голова Держплану УРСР                                                                          |                                                                                       |
| Романенко Анатолій Юхимович             | Дніпропетровська область  | Нікопольський                   | 117          | Міністр охорони здоров'я УРСР |                                                                                       |
| Романов Віктор Іванович                 | Миколаївська область      | Корабельний                     | 354          | Головний конструктор проектного бюро (м. Миколаїв)                                                                                   |                                                                                       |
| Романовський Олексій Корнійович         | Черкаська область         | Соснівський                     | 526          | Міністр культури УРСР |                                                                                       |
| Романчук Анатолій Олександрович         | Волинська область         | Луцький міський                 | 47           | Токар Луцького автомобільного заводу                                                                                                 |                                                                                       |
| Романюк Олександр Іванович              | Херсонська область        | Скадовський                     | 504          | Ланковий колгоспу «Нове життя» (Скадовського району)                                                                                 |                                                                                       |
| Руденко Олег Степанович                 | Ворошиловградська область | Перевальський                   | 86           | 2-й секретар Ворошиловградського обласного комітету КПУ                                                                              |                                                                                       |
| Рудич Фелікс Михайлович                 | Донецька область          | Київський                       | 140          | Завідувач відділу науки і навчальних закладів ЦК КПУ                                                                                 |                                                                                       |
| Русанова Олександра Лук'янівна          | Запорізька область        | Токмацький                      | 236          | Голова колгоспу «Мир» (Токмацького району)                                                                                           |                                                                                       |
| Русанова Поліна Митрофанівна            | Донецька область          | Макіївський-Центральний         | 172          | Затяжниця Макіївського філіалу Донецького виробничого об'єднання взуттєвих підприємств                                               |                                                                                       |
| Руснак Володимир Петрович               | Тернопільська область     | Теребовлянський                 | 456          | Комбайнер колгоспу «Радянська Україна» (Теребовлянського району)                                                                     |                                                                                       |
| Рябошапка Микола Миколайович            | Миколаївська область      | Вознесенський                   | 357          | Голова колгоспу імені Кірова (Вознесенського району)                                                                                 |                                                                                       |
| Сабатіна Валентина Мефодіївна           | Одеська область           | Іллічівський                    | 370          | Бригадир швачок Одеської трикотажної фірми імені Крупської                                                                           |                                                                                       |
| Саворський Петро Костянтинович          | Дніпропетровська область  | Дзержинський                    | 109          | Керуючий Криворізьким рудоуправлінням імені Дзержинського                                                                            |                                                                                       |
| Савченко Марія Харитонівна              | Сумська область           | Лебединський                    | 438          | Завідувачка тваринницької ферми колгоспу імені Леніна (Лебединського району)                                                         |                                                                                       |
| Савчин Марія Володимирівна              | Львівська область         | Кам'янсько-Бузький              | 340          | Ланкова колгоспу імені Жданова (Кам'янсько-Бузького району)                                                                          |                                                                                       |
| Сайковська Галина Кирилівна             | Харківська область        | Московський                     | 467          | Електромонтажниця Харківського електромеханічного заводу                                                                             |                                                                                       |
| Салях Ніна Антонівна                    | Хмельницька область       | Волочиський                     | 511          | Ланкова колгоспу «Ленінський шлях» (Волочиського району)                                                                             |                                                                                       |
| Самокиш Леонід Михайлович               | Донецька область          | Ленінський                      | 134          | Сталевар Донецького металургійного заводу імені В. І. Леніна                                                                         |                                                                                       |
| Санатовська Софія Остапівна             | Львівська область         | Яворівський                     | 351          | Ланкова колгоспу «Україна» (Яворівського району)                                                                                     |                                                                                       |
| Санов Микола Михайлович                 | Кіровоградська область    | Гайворонський                   | 290          | Міністр харчової промисловості УРСР                                                                                                  |                                                                                       |
| Сахнюк Іван Іванович                    | Харківська область        | Тракторозаводський              | 470          | 1-й секретар Харківського міського комітету КПУ                                                                                      |                                                                                       |
| Свенцицький Борис Миколайович           | Волинська область         | Луцький                         | 54           | 1-й секретар Луцького міського комітету КПУ; голова виконкому Волинської обласної ради                                               |                                                                                       |
| Святоцький Василь Олександрович         | Львівська область         | Золочівський                    | 339          | 2-й секретар Львівського обласного комітету КПУ                                                                                      |                                                                                       |
| Сдержиков Федір Семенович               | Донецька область          | Горлівський-Микитівський        | 149          | 1-й секретар Горлівського міського комітету КПУ                                                                                      |                                                                                       |
| Северинов Кузьма Антипович              | Донецька область          | Димитровський                   | 167          | Бригадир наскрізної комплексної бригади шахти імені Димитрова комбінату «Красноармійськвугілля»                                      |                                                                                       |
| Секретарюк В'ячеслав Васильович         | Львівська область         | Львівський-Радянський           | 326          | Голова виконкому Львівської міської ради                                                                                             |                                                                                       |
| Семенов Іван Петрович                   | Одеська область           | Любашівський                    | 387          | Член Військової ради — начальник Політуправління Одеського військового округу, генерал-лейтенант                                     |                                                                                       |
| Семенов Юрій Кузьмич                    | Донецька область          | Слов'янський                    | 175          | Керуючий районним енергетичним управлінням «Донбасенерго»                                                                            |                                                                                       |
| Семичасний Володимир Юхимович           | Сумська область           | Недригайлівський                | 439          | Заступник Голови Ради Міністрів УРСР                                                                                                 |                                                                                       |
| Сенченко Марія Олександрівна            | Сумська область           | Конотопський                    | 430          | Ланкова радгоспу «Червоний Жовтень» (Конотопського району)                                                                           |                                                                                       |
| Сергєєв Володимир Григорович            | Харківська область        | Київський                       | 465          | Начальник Харківського конструкторського бюро з радіоелектроніки                                                                     |                                                                                       |
| Сєнніков Анатолій Антонович             | Вінницька область         | Липовецький                     | 35           | Міністр м'ясної і молочної промисловості УРСР                                                                                        |                                                                                       |
| Силантьєв Олександр Петрович            | Чернівецька область       | Чернівецький-Садгірський        | 545          | Начальник Головного штабу — 1-й заступник головнокомандуючого Військово-Повітряними Силами СРСР, генерал-полковник авіації           |                                                                                       |
| Сиволоб Віра Іванівна                   | Харківська область        | Дергачівський                   | 482          | Секретар Української республіканської ради професійних спілок                                                                        |                                                                                       |
| Сінченко Георгій Захарович              | Хмельницька область       | Білогірський                    | 510          | Міністр зв'язку УРСР |                                                                                       |
| Сінько Віра Антонівна                   | Чернігівська область      | Новозаводський                  | 554          | Ткаля Чернігівського камвольно-суконного комбінату імені 50-річчя Радянської України                                                 |                                                                                       |
| Сіробаба Володимир Якович               | Донецька область          | Мар'їнський                     | 189          | Редактор газети «Радянська Україна», голова правління Спілки журналістів України                                                     |                                                                                       |
| Скачко Микола Артемович                 | Львівська область         | Львівський-Центральний          | 327          | Голова Державного комітету Ради Міністрів УРСР по телебаченню і радіомовленню                                                        |                                                                                       |
| Скиба Іван Іванович                     | Закарпатська область      | Ужгородський                    | 223          | 2-й секретар Закарпатського обласного комітету КПУ                                                                                   |                                                                                       |
| Сливканич Марія Якимівна                | Херсонська область        | Нововоронцовський               | 502          | Доярка колгоспу «Шлях до комунізму» (Нововоронцовського району)                                                                      |                                                                                       |
| Слінченко Володимир Іванович            | Чернівецька область       | Сторожинецький                  | 551          | 2-й секретар Чернівецького обласного комітету КПУ                                                                                    |                                                                                       |
| Смирнов Володимир Михайлович            | Хмельницька область       | Кам'янець-Подільський           | 516          | 1-й секретар Кам'янець-Подільського районного комітету КПУ                                                                           |                                                                                       |
| Смолич Юрій Корнійович                  | Одеська область           | Університетський                | 375          | Письменник | 28 серпня 1976 помер                                                                  |
| Снігур Домніка Олександрівна            | Чернівецька область       | Новоселицький                   | 549          | Бригадир рільничої бригади колгоспу імені Леніна (Новоселицького району)                                                             |                                                                                       |
| Собко Сергій Дмитрович                  | Полтавська область        | Кобеляцький                     | 405          | Директор Кобеляцького цукрового заводу                                                                                               |                                                                                       |
| Собченко Володимир Федорович            | Вінницька область         | Немирівський                    | 38           | 2-й секретар Вінницького обласного комітету КПУ                                                                                      |                                                                                       |
| Соколан Іван Антонович                  | Кіровоградська область    | Бобринецький                    | 289          | Тракторист радгоспу імені Рози Люксембург (Бобринецького району)                                                                     |                                                                                       |
| Соколов Микола Андрійович               | Донецька область          | Шахтарський міський             | 180          | Бригадир робітників очисного вибою шахтоуправління «Стожківське» комбінату «Шахтарськантрацит»                                       |                                                                                       |
| Соколов Юрій Михайлович                 | Київська область          | Броварський                     | 264          | 1-й секретар Броварського міського комітету КПУ                                                                                      |                                                                                       |
| Солдатова Любов Петрівна                | Одеська область           | Пересипський                    | 372          | Помічник майстра Одеської суконної фабрики                                                                                           |                                                                                       |
| Соловець Євгенія Пилипівна              | Кримська область          | Керченський                     | 308          | Бригадир Керченського будівельного управління № 21 тресту «Керчметалургбуд»                                                          |                                                                                       |
| Соловйов Леонід Олександрович           | Ворошиловградська область | Попаснянський                   | 73           | Машиніст локомотивного депо Попасна                                                                                                  |                                                                                       |
| Соловйова Людмила Єгорівна              | Донецька область          | Калінінський                    | 139          | Вчителька Донецької середньої школи № 95                                                                                             |                                                                                       |
| Сологуб Віталій Олексійович             | Донецька область          | Торезький                       | 178          | Голова Української республіканської ради професійних спілок                                                                          |                                                                                       |
| Солодовник Леонід Дмитрович             | Кримська область          | Джанкойський                    | 306          | 2-й секретар Кримського обласного комітету КПУ                                                                                       |                                                                                       |
| Сороката Ганна Іванівна                 | Хмельницька область       | Городоцький                     | 512          | Доярка колгоспу «Комуніст» (Городоцького району)                                                                                     |                                                                                       |
| Сорочан Микола Антонович                | Миколаївська область      | Заводський                      | 353          | Бригадир електрозварювальників Чорноморського суднобудівного заводу (м. Миколаїв)                                                    |                                                                                       |
| Старунський Володимир Гордійович        | Херсонська область        | Суворовський                    | 495          | Міністр торгівлі УРСР |                                                                                       |
| Стасюк Денис Іванович                   | Чернівецька область       | Кіцманський                     | 548          | Голова колгоспу імені Леніна (Кіцманського району)                                                                                   |                                                                                       |
| Статінов Анатолій Сергійович            | Донецька область          | Центральний                     | 145          | 1-й секретар Донецького міського комітету КПУ                                                                                        |                                                                                       |
| Стельмах Леся Михайлівна                | Львівська область         | Самбірський                     | 332          | Телятниця колгоспу «Маяк» (Самбірського району)                                                                                      |                                                                                       |
| Стельмах Тетяна Дмитрівна               | Житомирська область       | Коростишівський                 | 205          | Доярка колгоспу імені Мічуріна (Коростишівського району)                                                                             |                                                                                       |
| Стеньгач Віталій Володимирович          | Хмельницька область       | Дунаєвецький                    | 514          | Голова колгоспу «Україна» (Дунаєвецького району)                                                                                     |                                                                                       |
| Степаненко Ігор Дмитрович               | Вінницька область         | Калинівський                    | 32           | Заступник Голови Ради Міністрів УРСР                                                                                                 |                                                                                       |
| Стефаник Лука Юрійович                  | Івано-Франківська область | Городенківський                 | 253          | Голова Городенківського районного об'єднання по виробництву яловичини                                                                |                                                                                       |
| Стецко Василь Іванович                  | Тернопільська область     | Борщівський                     | 447          | Голова виконкому Борщівської районної ради                                                                                           |                                                                                       |
| Стрельцов Василь Омелянович             | Дніпропетровська область  | Верхньодніпровський             | 124          | 1-й секретар Верхньодніпровського районного комітету КПУ                                                                             |                                                                                       |
| Стрельченко Іван Михайлович             | Ворошиловградська область | Антрацитівський                 | 79           | Голова колгоспу імені Леніна (Антрацитівського району)                                                                               |                                                                                       |
| Струк Зінаїда Олександрівна             | Львівська область         | Сокальський                     | 348          | В'язальниця Сокальського філіалу Червоноградської панчішної фірми                                                                    |                                                                                       |
| Ступак Микола Лаврентійович             | Київ                      | Русанівський                    | 18           | Водій виробничого об'єднання пасажирського автотранспорту 09122                                                                      |                                                                                       |
| Ступаченко Таїса Антонівна              | Миколаївська область      | Очаківський                     | 364          | Бригадир садово-виноградарської бригади радгоспу «Радсад» (Миколаївського району)                                                    |                                                                                       |
| Сукачов Борис Іванович                  | Сумська область           | Роменський міський              | 432          | Бригадир тракторної бригади колгоспу «Більшовик» (Роменського району)                                                                |                                                                                       |
| Сухецький Петро Петрович                | Київська область          | Миронівський                    | 276          | Ланковий колгоспу «Прогрес» (Рокитнянського району)                                                                                  |                                                                                       |
| Тарадайко Всеволод Семенович            | Донецька область          | Пролетарський                   | 144          | 1-й заступник Міністра вугільної промисловості Української РСР                                                                       |                                                                                       |
| Телегуз Катерина Зіновіївна             | Ровенська область         | Костопільський                  | 423          | Голова виконкому Костопільської районної ради                                                                                        |                                                                                       |
| Телішевський Тимофій Дмитрович          | Львівська область         | Старосамбірський                | 349          | Голова виконкому Львівської обласної ради                                                                                            |                                                                                       |
| Терентьєв Юрій Павлович                 | Дніпропетровська область  | Софіївський                     | 132          | Командуючий 6-ю гвардійською танковою армією Київського військового округу, генерал-лейтенант танкових військ                        |                                                                                       |
| Тимохін Олександр Єгорович              | Дніпропетровська область  | Заводський                      | 106          | Старший вальцювальник Дніпровського металургійного заводу імені Дзержинського (м. Дніпродзержинськ)                                  |                                                                                       |
| Титаренко Олексій Антонович             | Запорізька область        | Бердянський міський             | 234          | Секретар ЦК КПУ |                                                                                       |
| Тичинін Віктор Сергійович               | Харківська область        | Барвінківський                  | 479          | Начальник Головного управління Ради Міністрів УРСР по матеріально-технічному постачанню                                              | 1977 помер                                                                            |
| Тітова Валентина Петрівна               | Запорізька область        | Запорізький-Залізничний         | 227          | Монтажниця Запорізького механічного заводу                                                                                           |                                                                                       |
| Ткаченко Іван Гурович                   | Кіровоградська область    | Олександрівський                | 297          | Директор Богданівської середньої школи імені Леніна Знам'янського району                                                             |                                                                                       |
| Ткачук Ніна Степанівна                  | Хмельницька область       | Красилівський                   | 517          | Ланкова колгоспу «Шлях до комунізму» (Красилівського району)                                                                         |                                                                                       |
| Товстановський Олександр Іванович       | Житомирська область       | Овруцький                       | 207          | 1-й заступник міністра сільського господарства УРСР                                                                                  |                                                                                       |
| Топільницька Марія Дмитрівна            | Львівська область         | Турківський                     | 350          | Доярка колгоспу імені Свердлова (Турківського району)                                                                                |                                                                                       |
| Тороповська Лідія Іванівна              | Харківська область        | Нововодолазький                 | 488          | Доярка радгоспу Новоіванівського цукрокомбінату (Валківського району)                                                                |                                                                                       |
| Трефілов Віктор Іванович                | Ворошиловградська область | Краснолуцький                   | 70           | Віце-президент Академії наук УРСР, директор Інституту проблем матеріалознавства АН СРСР                                              |                                                                                       |
| Тринога Микола Євгенович                | Черкаська область         | Придніпровський                 | 525          | Помічник майстра текстильного цеху № 1 Черкаського заводу хімічного волокна                                                          |                                                                                       |
| Тронько Петро Тимофійович               | Волинська область         | Турійський                      | 58           | Заступник Голови Ради Міністрів УРСР                                                                                                 |                                                                                       |
| Трохимчук Степан Максимович             | Житомирська область       | Чуднівський                     | 211          | Голова колгоспу «Нова перемога» (Любарського району)                                                                                 |                                                                                       |
| Троц Петро Іванович                     | Донецька область          | Горлівський-Центральний         | 150          | Директор шахти імені Рум'янцева комбінату «Артемвугілля»                                                                             |                                                                                       |
| Трухан Іван Васильович                  | Київ                      | Ленінградський                  | 11           | Фрезерувальник Київського авіаційного заводу імені 50-річчя Великої Жовтневої соціалістичної революції                               |                                                                                       |
| Тур Василь Захарович                    | Одеська область           | Татарбунарський                 | 393          | Голова колгоспу імені Татарбунарського повстання (Татарбунарського району)                                                           |                                                                                       |
| Тягно Іван Іванович                     | Харківська область        | Краснокутський                  | 485          | Ланковий механізованої ланки колгоспу імені Леніна (Краснокутського району)                                                          |                                                                                       |
| Українець Іван Петрович                 | Львівська область         | Радехівський                    | 346          | Голова колгоспу «Росія» (Радехівського району)                                                                                       |                                                                                       |
| Устянська Галина Андріївна              | Миколаївська область      | Первомайський                   | 365          | Доярка колгоспу «Перемога» (Первомайського району)                                                                                   |                                                                                       |
| Ухналь Алла Миколаївна                  | Полтавська область        | Полтавський-Октябрський         | 397          | Випробовувач електродвигунів Полтавського електромеханічного заводу «Електромотор»                                                   |                                                                                       |
| Фаль Галина Петрівна                    | Івано-Франківська область | Коломийський                    | 249          | Фрезерувальниця Коломийського заводу сільськогосподарських машин                                                                     |                                                                                       |
| Фастенко Євдокія Іванівна               | Дніпропетровська область  | Жовтневий                       | 96           | Швачка Дніпропетровського виробничого об'єднання взуттєвих підприємств                                                               |                                                                                       |
| Федан Всеволод Іванович                 | Кримська область          | Красноперекопський              | 317          | Міністр радгоспів УРСР |                                                                                       |
| Федорак Ганна Миколаївна                | Івано-Франківська область | Богородчанський                 | 250          | Доярка колгоспу імені Руднєва (Богородчанського району)                                                                              |                                                                                       |
| Федоров Володимир Григорович            | Житомирська область       | Новоград-Волинський             | 198          | 1-й секретар Новоград-Волинського міського комітету КПУ                                                                              |                                                                                       |
| Філоненко Віктор Лазарович              | Чернігівська область      | Новгород-Сіверський             | 565          | Голова виконкому Чернігівської обласної ради                                                                                         |                                                                                       |
| Фомичов Павло Васильович                | Львівська область         | Бродівський                     | 335          | Член Військової ради — начальник Політуправління Прикарпатського військового округу, генерал-лейтенант                               |                                                                                       |
| Фостій Марія Йосипівна                  | Тернопільська область     | Бережанський                    | 446          | Заступник директора Завалівської середньої школи Бережанського району                                                                |                                                                                       |
| Хавренко Василь Михайлович              | Дніпропетровська область  | Жовтоводський                   | 107          | Бригадир прохідників шахти «Нова» (м. Жовті Води)                                                                                    |                                                                                       |
| Хвостенко Алла Семенівна                | Київська область          | Білоцерківський                 | 269          | Доярка радгоспу «Білоцерківський» (Білоцерківського району)                                                                          |                                                                                       |
| Хижняк Любов Павлівна                   | Одеська область           | Ленінський                      | 366          | Пресувальниця Одеського цукрорафінадного заводу                                                                                      |                                                                                       |
| Хоменко Василь Олексійович              | Житомирська область       | Баранівський                    | 200          | Директор Баранівського фарфорового заводу імені Леніна                                                                               |                                                                                       |
| Хорунжий Михайло Васильович             | Запорізька область        | Василівський                    | 238          | Голова виконкому Запорізької обласної ради                                                                                           |                                                                                       |
| Царук Валентина Опанасівна              | Львівська область         | Львівський-Шевченківський       | 329          | В'язальниця Львівської трикотажної фірми «Промінь»                                                                                   |                                                                                       |
| Чалий Василь Опанасович                 | Харківська область        | Залізничний                     | 464          | Машиніст локомотивного депо імені С. М. Кірова станції Основа Південної залізниці                                                    |                                                                                       |
| Чемодуров Трохим Миколайович            | Кримська область          | Ялтинський                      | 311          | Голова виконкому Кримської обласної ради                                                                                             |                                                                                       |
| Чепурний Микола Іванович                | Черкаська область         | Черкаський                      | 527          | 1-й секретар Черкаського районного комітету КПУ                                                                                      |                                                                                       |
| Черевко Лариса Петрівна                 | Харківська область        | Жовтневий                       | 463          | Монтажниця Харківського приладобудівного заводу імені Т. Г. Шевченка                                                                 |                                                                                       |
| Черемисов Микола Гаврилович             | Донецька область          | Новокраматорський               | 165          | Токар Новокраматорського машинобудівного заводу імені В. І. Леніна                                                                   |                                                                                       |
| Чернега Людмила Василівна               | Кіровоградська область    | Кіровоградський-Ленінський      | 284          | Токар Кіровоградського заводу сільськогосподарських машин «Червона Зірка»                                                            |                                                                                       |
| Чернов Юрій Пилипович                   | Ворошиловградська область | Артемівський                    | 60           | Бригадир слюсарів-інструментальників Ворошиловградського емалювального заводу імені Артема                                           |                                                                                       |
| Чернуха Петро Михайлович                | Харківська область        | Красноградський                 | 484          | Головний агроном колгоспу імені Кірова (Красноградського району)                                                                     |                                                                                       |
| Чешенко Лідія Григорівна                | Одеська область           | Саратський                      | 391          | Бригадир виноградарської бригади радгоспу «Південний» (Саратського району)                                                           |                                                                                       |
| Чиж Володимир Пилипович                 | Дніпропетровська область  | Петропавлівський                | 127          | Начальник штабу — заступник начальника цивільної оборони УРСР, генерал-полковник                                                     |                                                                                       |
| Чистов Сергій Олександрович             | Кримська область          | Орджонікідзевський              | 309          | 1-й секретар Керченського міського комітету КПУ                                                                                      |                                                                                       |
| Чорна Галина Олександрівна              | Полтавська область        | Кременчуцький-Крюківський       | 399          | Стернярка Кременчуцького заводу лиття і штамповок                                                                                    |                                                                                       |
| Чорна Олександра Іванівна               | Донецька область          | Костянтинівський                | 187          | Бригадир овочівників радгоспу «Берестовий» імені 50-річчя Великого Жовтня (Костянтинівського району)                                 |                                                                                       |
| Чорна Олена Іванівна                    | Вінницька область         | Замостянський                   | 24           | Заготівельниця деталей Вінницького радіолампового заводу                                                                             |                                                                                       |
| Чуб Ніна Василівна                      | Полтавська область        | Решетилівський                  | 412          | 1-й секретар Великобагачанського районного комітету КПУ                                                                              |                                                                                       |
| Чухліб Тамара Василівна                 | Донецька область          | Слов'янський-Залізничний        | 176          | Пресувальниця Слов'янського керамічного комбінату                                                                                    |                                                                                       |
| Шаброва Валентина Йосипівна             | Харківська область        | Мереф'янський                   | 487          | Тепличниця радгоспу «Харківська овочева фабрика»                                                                                     |                                                                                       |
| Шалімов Олександр Олексійович           | Київ                      | Корольовський                   | 10           | Директор Київського науково-дослідного інституту клінічної та експериментальної хірургії                                             |                                                                                       |
| Шамро Зоя Опанасівна                    | Миколаївська область      | Миколаївський                   | 355          | Завідувачка кафедри Миколаївського державного педагогічного інституту                                                                |                                                                                       |
| Шатілова Віра Василівна                 | Київ                      | Червоноармійський               | 19           | Монтажниця Київського заводу «Комуніст»                                                                                              |                                                                                       |
| Шваб Олександр Петрович                 | Волинська область         | Камінь-Каширський               | 52           | 2-й секретар Волинського обласного комітету КПУ                                                                                      |                                                                                       |
| Шевела Любов Трохимівна                 | Київська область          | Кагарлицький                    | 273          | Голова виконкому Леонівської сільської ради Кагарлицького району                                                                     |                                                                                       |
| Шевель Георгій Георгійович              | Львівська область         | Сколівський                     | 347          | Міністр закордонних справ УРСР |                                                                                       |
| Шевченко Валентина Семенівна            | Донецька область          | Волноваський                    | 185          | Голова президії Українського товариства дружби і культурних зв'язків із зарубіжними країнами                                         |                                                                                       |
| Шевченко Олександра Федорівна           | Київська область          | Вишгородський                   | 271          | Керуюча відділенням радгоспу «Бучанський» (Києво-Святошинського району)                                                              |                                                                                       |
| Шевчук Григорій Іванович                | Хмельницька область       | Летичівський                    | 518          | Заступник Голови Ради Міністрів УРСР                                                                                                 |                                                                                       |
| Шевчук Софія Володимирівна              | Ровенська область         | Млинівський                     | 424          | Ланкова колгоспу імені Івана Франка (Млинівського району)                                                                            |                                                                                       |
| Шейко Любов Яківна                      | Харківська область        | Зміївський                      | 483          | Бригадир дослідного господарства «Борки» Українського науково-дослідного інституту птахівництва                                      |                                                                                       |
| Шелег Олена Степанівна                  | Одеська область           | Заставський                     | 369          | Бригадир бригади малярів Одеського домобудівного комбінату                                                                           |                                                                                       |
| Шемлей Марія Володимирівна              | Тернопільська область     | Чортківський                    | 458          | Дозувальниця Колиндянського концентратно-дріжджового комбінату (Чортківського району)                                                |                                                                                       |
| Шерегій Марія Іванівна                  | Закарпатська область      | Іршавський                      | 216          | Ланкова колгоспу імені Шевченка (Іршавського району)                                                                                 |                                                                                       |
| Шеремета Катерина Федорівна             | Запорізька область        | Куйбишевський                   | 241          | Доярка колгоспу «Росія» (Куйбишевського району)                                                                                      |                                                                                       |
| Шишова Наталія Михайлівна               | Херсонська область        | Новокаховський                  | 497          | Токар Новокаховського електромашинобудівного заводу імені 50-річчя Великої Жовтневої соціалістичної революції                        |                                                                                       |
| Шмагін Володимир Михайлович             | Запорізька область        | Бердянський                     | 237          | Командуючий 36-ю повітряною армією Південної групи військ, генерал-лейтенант авіації                                                 |                                                                                       |
| Шостак Віра Іванівна                    | Київська область          | Баришівський                    | 268          | Доярка радгоспу імені Комінтерну (Баришівського району)                                                                              |                                                                                       |
| Шпак Петро Федорович                    | Львівська область         | Бориславський                   | 330          | Міністр геології УРСР |                                                                                       |
| Шпаковський Лев Костянтинович           | Дніпропетровська область  | П'ятихатський                   | 128          | Міністр побутового обслуговування населення УРСР                                                                                     |                                                                                       |
| Шраменко Віктор Макарович               | Полтавська область        | Карлівський                     | 404          | Завідувач відділу машинобудування ЦК КПУ                                                                                             |                                                                                       |
| Штученко Віктор Васильович              | Кримська область          | Бахчисарайський                 | 313          | Завідувач відділу торгівлі і побутового обслуговування ЦК КПУ                                                                        |                                                                                       |
| Шульгін Микола Павлович                 | Донецька область          | Новоазовський                   | 190          | Міністр будівництва і експлуатації автомобільних шляхів УРСР                                                                         |                                                                                       |
| Шурко Володимир Михайлович              | Одеська область           | Чорноморський                   | 377          | Голова виконкому Одеської міської ради                                                                                               |                                                                                       |
| Шурубура Валентина Василівна            | Чернігівська область      | Ніжинський                      | 556          | Електрозварювальниця Ніжинського заводу сільськогосподарського машинобудування «Ніжинсільмаш»                                        |                                                                                       |
| Шуховська Мирослава-Ольга Володимирівна | Львівська область         | Миколаївський                   | 341          | Електрослюсар сировинного цеху Миколаївського цементно-гірничого комбінату                                                           |                                                                                       |
| Щербина Віктор Петрович                 | Київ                      | Кіровський                      | 9            | Бригадир токарів Київського заводу «Арсенал» імені В. І. Леніна                                                                      |                                                                                       |
| Щербицький Володимир Васильович         | Дніпропетровська область  | Баглійський                     | 104          | 1-й секретар ЦК КПУ |                                                                                       |
| Щуцька Ніна Сафонівна                   | Вінницька область         | Барський                        | 28           | Пресувальниця Барського машинобудівного заводу                                                                                       |                                                                                       |
| Юпко Лев Дмитрович                      | Запорізька область        | Запорізький-Центральний         | 232          | Директор Запорізького заводу «Запоріжсталь» імені Серго Орджонікідзе                                                                 |                                                                                       |
| Юрченко Ада Дмитрівна                   | Полтавська область        | Семенівський                    | 413          | Ланкова колгоспу «Маяк» (Оржицького району)                                                                                          |                                                                                       |
| Юрченко Микола Тимофійович              | Полтавська область        | Лохвицький                      | 407          | Голова колгоспу «Перемога комунізму» (Лохвицького району)                                                                            |                                                                                       |
| Юрчишин Ганна Степанівна                | Тернопільська область     | Заліщицький                     | 450          | Доярка колгоспу «Зоря комунізму» (Заліщицького району)                                                                               |                                                                                       |
| Якименко Олександр Никифорович          | Харківська область        | Куп'янський                     | 476          | Голова Верховного Суду УРСР |                                                                                       |
| Яланський Валентин Антонович            | Запорізька область        | Запорізький-Хортицький          | 231          | Голова виконкому Запорізької міської ради                                                                                            |                                                                                       |
| Янковська Катерина Костянтинівна        | Дніпропетровська область  | Артемівський                    | 108          | Вчителька Криворізької середньої школи № 51                                                                                          |                                                                                       |
| Ясевін Віктор Степанович                | Вінницька область         | Теплицький                      | 41           | 1-й секретар Теплицького районного комітету КПУ                                                                                      |                                                                                       |
| Бородай Василь Захарович                | Івано-Франківська область | Надвірнянський                  | 257          | Голова правління Спілки художників України                                                                                           | 12 вересня 1976 дообрано, 18 листопада 1976 повноваження затверджено                  |
| Соколов Іван Захарович                  | Харківська область        | Лозівський                      | 477          | 2-й секретар ЦК КПУ | 14 листопада 1976 дообрано, 18 листопада 1976 повноваження затверджено                |
| Томас Олег Костянтинович                | Одеська область           | Університетський                | 375          | Начальник Чорноморського морського пароплавства                                                                                      | 14 листопада 1976 дообрано, 18 листопада 1976 повноваження затверджено                |
| Погребняк Петро Леонтійович             | Харківська область        | Вовчанський                     | 481          | 1-й заступник Голови Ради Міністрів УРСР                                                                                             | 19 червня 1977 дообрано, 23 червня 1977 повноваження затверджено; 1 лютого 1980 помер |
| Шматольян Іван Іванович                 | Житомирська область       | Андрушівський                   | 199          | Міністр заготівель УРСР | 19 червня 1977 дообрано, 23 червня 1977 повноваження затверджено                      |
| Мостовий Павло Іванович                 | Харківська область        | Барвінківський                  | 479          | Начальник Головного управління Ради Міністрів УРСР по матеріально-технічному постачанню                                              | 11 вересня 1977 дообрано, 20 грудня 1977 повноваження затверджено                     |